# Église du Saint-Sépulcre (Jérusalem)
« Basilique du Saint-Sépulcre » redirige ici. Pour la basilique de Barletta, en Italie, voir Basilique du Saint-Sépulcre de Barletta.
Pour les articles homonymes, voir Église du Saint-Sépulcre.
L’église du Saint-Sépulcre ou basilique du Saint-Sépulcre, également appelée basilique de la Résurrection (en grec : Ναός της Αναστάσεως, Naós tis Anastáseos ; en arménien : Սուրբ Հարության տաճար, Tatjar Surb Har'outēanb ; en géorgien : აღდგომის ტაძარი, Agdgomis Tadzari ; en arabe : كنيسة القيامة (Kanīsat al-Qiyāmah) ou Agia Anastasis (« Sainte Résurrection ») par les chrétiens d'Orient, est une église chrétienne située dans le quartier chrétien de la Vieille ville de Jérusalem. Cette basilique est vénérée par les catholiques et les orthodoxes qui y vont en pèlerinage depuis le IVe siècle, dépassant au début du XXIe siècle le million de pèlerins par an sur les 1,9 million de visiteurs qu'accueille Israël. Il s’agit d'un sanctuaire englobant selon la tradition le lieu de la Crucifixion (le Golgotha), ainsi que la grotte où le corps du Christ fut déposé après sa mort (le Saint-Sépulcre ou tombeau de Jésus). Par inférence, c'est là qu'aurait eu lieu la Résurrection (Anastasis en grec, « Résurrection »).
Enjeu symbolique fort, l'église accueille les cultes de plusieurs confessions chrétiennes différentes. Toutes ces communautés y sont protégées par le statu quo sur les lieux saints. Elle est également un des sièges du patriarcat arménien et orthodoxe de Jérusalem.

## Histoire

### Le site

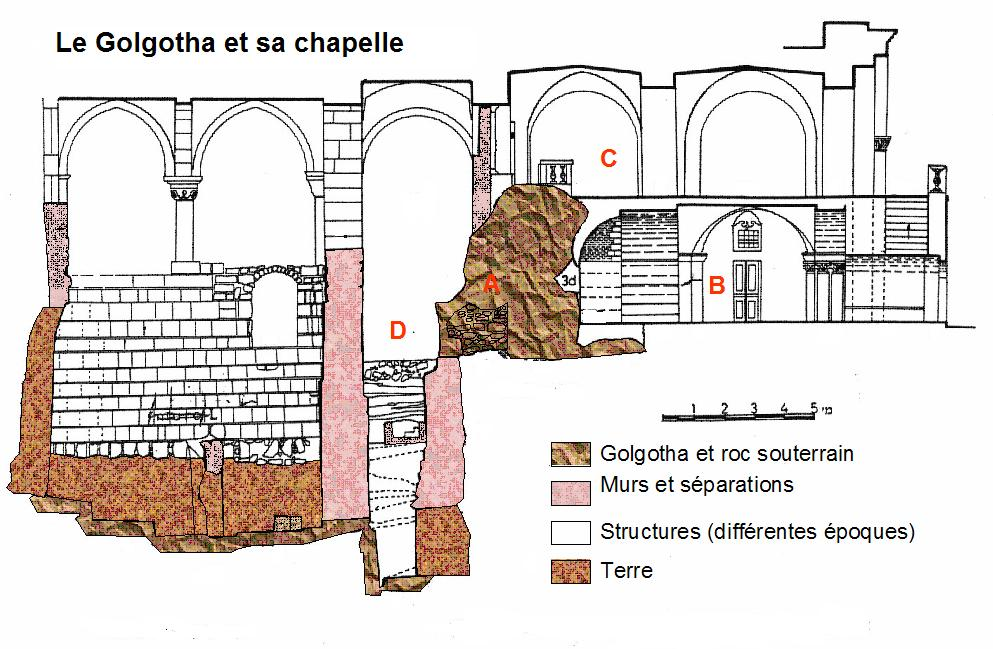
Le monolithe (A) dans la « chapelle du Golgotha » de l'église du Saint-Sépulcre.

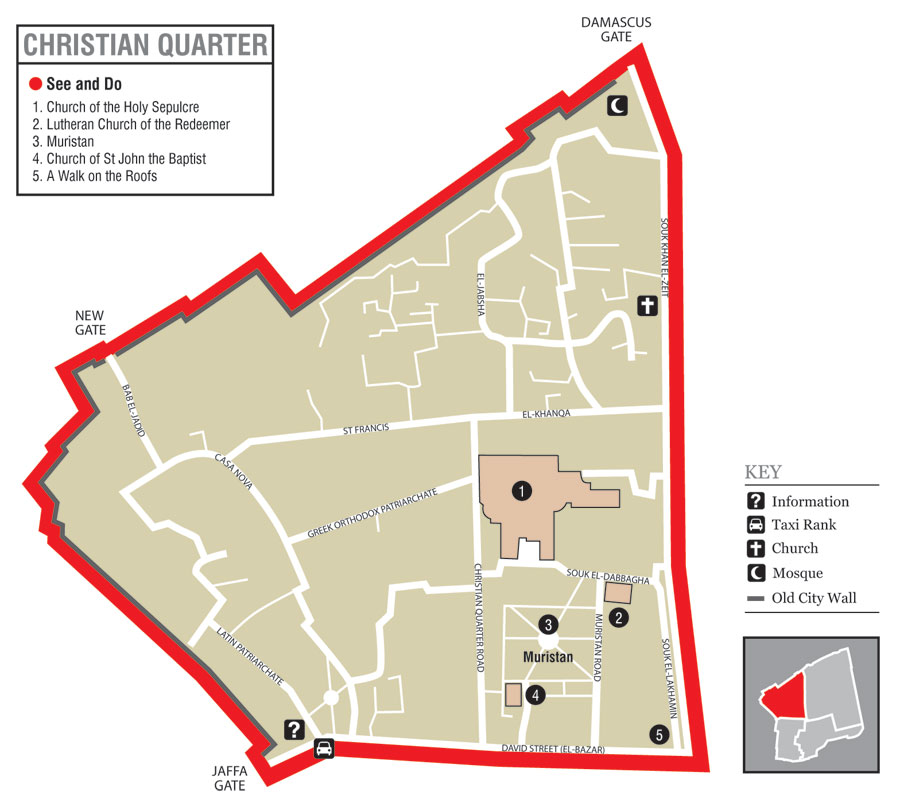
L'église est désormais à l'intérieur de Jérusalem, dans son quartier chrétien.

L'église du Saint-Sépulcre est construite sur les lieux présumés du Calvaire, le mont Golgotha, qui servait de carrière de pierre « meleke » depuis le VIIIe siècle av. J.-C. et était une colline au nord-ouest de la ville de Jérusalem, à une altitude comprise entre 710 et 780 mètres.
Par la suite, au Ier siècle av. J.-C., les cavités d'extraction furent recouvertes de terre et le lieu fut transformé en jardin ou verger. Dans le même temps, tout un réseau de grottes sépulcrales fut édifié à l'ouest de la carrière, dans ses parties abandonnées. À 35 m de ce cimetière juif, un gros monolithe calcaire, probablement inutilisable pour la pierre de taille, avait été isolé au milieu des carrières. À l'époque du Christ, ce monolithe était en partie recouvert par les débris des carrières et par la terre apportée naturellement par l'activité érosive, il servait selon la tradition chrétienne de lieu d'exécution.
Le mont Golgotha est initialement à l'extérieur des remparts de Jérusalem construits par le roi Ézéchias à la fin du VIIIe siècle av. J.-C. puis par les Hasmonéens dans la deuxième moitié du IIe siècle av. J.-C. mais est finalement à l'intérieur de la cité fortifiée lorsque le troisième rempart est érigé en partie par Agrippa Ier vers 44.
Selon la tradition chrétienne, ce site est le lieu de la crucifixion du Christ (le rocher du Calvaire) mais aussi son tombeau qui est d'après les Évangiles fermé par une pierre roulante et est constitué d'un vestibule, d'une chambre funéraire à hauteur d'homme avec un arcosolium surmontant son lit funéraire, ce dernier pouvant avoir à sa tête une sorte de coussinet et à ses pieds un exhaussement,. Selon l'Évangile selon Matthieu, c'est Joseph d'Arimathie qui aurait offert son propre tombeau pour Jésus. Pour le théologien Raymond Edward Brown, il semble pourtant vain de vouloir localiser le tombeau de Jésus d'après les textes évangéliques : la péricope de la mise au tombeau dans le sépulcre de Joseph d'Arimathie est en effet un récit à l'historicité fort douteuse et probablement un embellissement théologique,. De plus, toutes les localisations du IVe siècle des lieux associés à la vie de Jésus, sont sujettes à caution.
Le souvenir de l'emplacement de la crucifixion et de la tombe aurait été présent dans la communauté chrétienne au IIe siècle, comme le suggère le graffiti retrouvé en 1971 par des archéologues arméniens travaillant sur la chapelle Saint-Vartan et daté de cette époque (la datation n'étant pas précise au siècle près pour être affirmatif) : il représente un navire marchand romain accompagné de l'inscription latine en encre noire Domine ivimus (« Seigneur, nous devons partir »).

### Église constantinienne

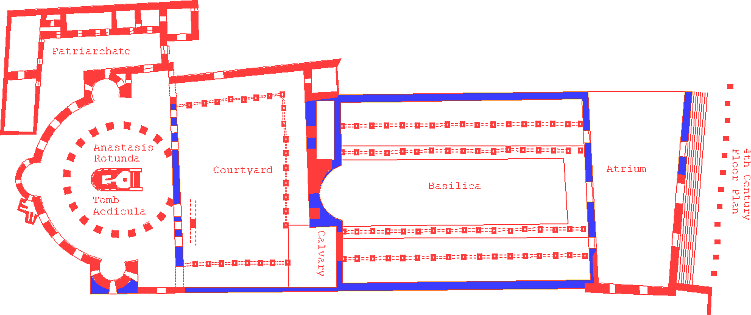
Plan du site au IVe siècle, avec en bleu la basilique de Constantin.

Eusèbe de Césarée décrit dans sa Vie de Constantin (Vita Constantini) comment le site du Saint Sépulcre, devenu un lieu de dévotion pour la communauté chrétienne à Jérusalem, fut recouvert par la suite de terre sur laquelle on édifia un temple païen dédié à la triade capitoline (la statue de Vénus étant à l'emplacement du calvaire) et celle de Jupiter à l'emplacement du lieu de la résurrection du Christ). Bien qu'Eusèbe de Césarée n’en dise pas beaucoup, il s'agit d’une partie de la Jérusalem reconstruite par Hadrien en 135 et rebaptisée Ælia Capitolina, après la répression de la révolte juive de 70 et la révolte de Bar Kokhba de 132-135, l'empereur romain faisant raser le site jusqu'au roc puis le nivelant et le remblayant. Il éleva un forum sur l'emplacement de la tombe de Jésus et érigea à côté un capitole sur le modèle de celui de Rome et dont fait partie le temple de Vénus. Cependant Eusèbe de Césarée ne parle que d’antron (« grotte ») et évoque le tombeau du Christ. Alors que la quête identitaire des Juifs se manifeste par le développement du culte synagogal par les pharisiens, les judéo-chrétiens mettent parallèlement en place la tradition du Golgotha, lieu où Adam est né, a péché et où son corps est enfoui, et lieu de crucifixion du Christ, le Nouvel Adam. Si aucun lieu de culte chrétien, pas même le Golgotha, n'est historiquement attesté à Jérusalem avant le IVe siècle, la redécouverte « miraculeuse » du sépulcre par sainte Hélène suggère l'existence d'une tradition fermement conservée par la communauté chrétienne de Jérusalem concernant l'emplacement approximatif du tombeau de Jésus.

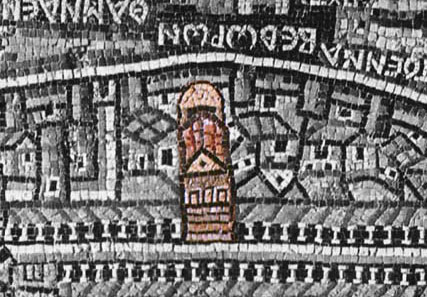
Mosaïque du VIe siècle de la carte de Madaba, représentant l'église à pignon avec son double atrium et sa rotonde.

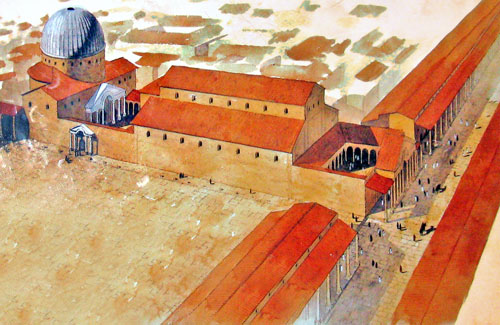
Reconstitution de la basilique romaine construite entre 326 et 335.

Après les travaux d'arasement d'Hadrien, le souvenir de l'emplacement du Golgotha et du Sépulcre est quelque peu perdu, les récits de pèlerinage de Jérusalem qui datent de cette période (tel celui de l'Anonyme de Bordeaux) ne les mentionnant pas.
L'empereur Constantin ordonna vers 325/326 que le site antique soit découvert. Selon un rapprochement entre tradition topologique et tradition littéraire, l'évêque Macaire de Jérusalem lui révéla lors du premier concile de Nicée l'emplacement où fut crucifié et enterré le Christ. Eusèbe de Césarée raconte le recouvrement miraculeux du tombeau du Christ lors des excavations. L'empereur put alors confier à l'architecte Zénobie la construction d'un vaste complexe chrétien : bâti sous Constantin et ses successeurs de 330 à 1009 ap. J.-C., le premier sanctuaire couvrira alors deux hectares.
Le pèlerin de Bordeaux (Itinerarium Burdigalense) rapporta les faits suivants en 333 : « Là, à présent, sur l’ordre de l'empereur Constantin, a été construite une basilique, c'est-à-dire une église de beauté merveilleuse, ayant à ses côtés des réservoirs d’où l’on tire de l’eau et un bassin à l’arrière, où les petits enfants sont baptisés ».
Socrate le Scolastique (né vers 380), dans son Histoire Ecclésiastique, donne une description précise de la découverte (reprise plus tard par les historiens Sozomène et par Théodoret de Cyr). Il souligne le rôle important qu’ont joué les fouilles, la redécouverte de la Vraie Croix par la mère de Constantin, sainte Hélène (aidée en cela par les aveux sous la torture de Judah Cyriaque que Macaire baptise en 326,) à qui l'empereur donna la tâche de construire des églises sur les différents sites qui commémoraient la vie de Jésus-Christ : l'église du Saint Sépulcre, la basilique de l'Éléona et l'église de la Nativité à Bethléem. Elle fit aussi construire une église à l'entrée d'Hébron. 
Le complexe de Constantin se déployait sur une longueur de 138 mètres et une largeur variant de 38 à 45 mètres. Il reliait trois églises érigées sur les trois différents sites saints, incluant : 
- Une rotonde de 36,5 mètres de diamètre, appelée Anastasis (« la Résurrection »), érigée vers 350, surmontée d'un dôme avec un oculus (son modèle est le Panthéon romain) et dans laquelle se trouvait une grotte (affleurement rocheux quadrangulaire dans lequel fut taillé une chambre sépulcrale) identifiée par Hélène et Macaire de Jérusalem comme étant le lieu de sépulture de Jésus. Des sondages pratiqués devant ses faces suggèrent un bloc rocheux dont les parois se dressaient verticalement à une hauteur de 11 mètres à partir du fond rocheux, qui est à 6,75 m sous le pavage actuel, des tombes ayant été creusées dans ce bloc rocheux[29],
- Une grande basilique (le Martyrium avec 5 ailes, visité par la religieuse Égérie vers 380), faisant 56 mètres de longueur sur 40 mètres de largeur,
- Un atrium oriental entouré de colonnes et s'ouvrant à l'est sur le cardo maximus par trois grands portails, les propylées, qui donnaient sur le forum.

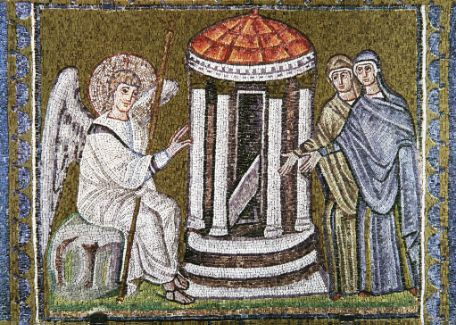
Représentation de l'Édicule de Constantin sur une mosaïque de l'église Saint-Apollinaire-le-Neuf à Ravenne (vers 500-550).

Après avoir arasé la dénivellation rocheuse dans laquelle la grotte sépulcrale se trouvait, le Tombeau mis ainsi à découvert fut abrité au centre de la rotonde par une structure appelée Kouvouklion (en grec : chambrette) ou Édicule (ædiculum en latin, petit bâtiment). La rotonde et le Martyrium furent reliés par une cour (appelé parfois le « Saint-Jardin » ou atrium occidental) à ciel ouvert et à double colonnade sur trois côtés qui formait un triportique, englobant en son sein le rocher du Calvaire. Le dôme de la rotonde fut construit vers la fin du IVe siècle. La basilique fut orientée Est-ouest, comme le temple de Jérusalem alors en ruines, faisant de cet édifice chrétien le « nouveau Temple » du Christ.
À l'occasion des Tricennalia (trentième anniversaire de règne) de Constantin, la dédicace du Martyrium eut lieu le 13 septembre 335, alors que la rotonde n'était pas encore terminée, vu l'énormité du rocher à tailler. Le sanctuaire est connu à cette époque sous le nom d'« église de la sainte Croix », Constantin voulant honorer bien plus cette insigne relique que le tombeau du Christ. En choisissant comme date pour la dédicace de l'église du Saint-Sépulcre le 13 septembre 335 (date coïncidant avec les anniversaires des dédicaces du temple de Jupiter capitolin à Rome et du Premier Temple de Jérusalem par Salomon, Constantin manifeste l'intention apologétique qui l'anime dans cette entreprise de la remise en valeur du tombeau du Christ),.
Depuis, le pèlerinage vers ce complexe, symbole (l’Hagios Taphos, le « lieu saint ») le plus éminent de la Chrétienté, se développa : les itinéraires vers la Terre sainte constituèrent alors le pèlerinage auquel les occidentaux attachèrent le plus d'importance. La durée d'un pèlerinage de Jérusalem pouvait durer de quelques mois à quelques années.
Le concile de Chalcédoine en 451 fit de Jérusalem un patriarcat autonome, confirmant la renommée de cette province de Palestine qui gagne le nom de Terre sainte.

### L'église du Saint Sépulcre au Moyen Âge

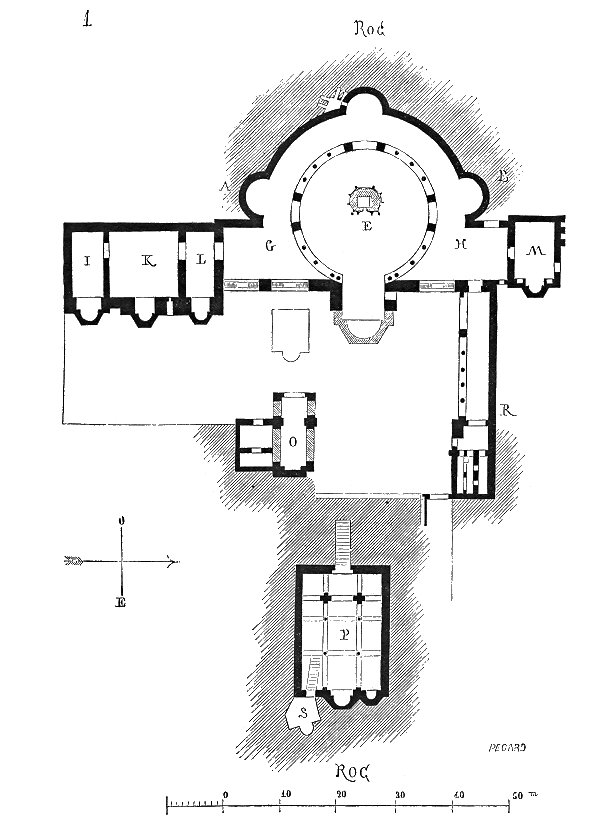
Plan de l'église du Saint-Sépulcre tel qu'il existait au moment de l'arrivée des croisés. En examinant ce plan de A en B, il y a des traces de l'abside constantinienne, seuls restes de cette construction primitive. Ce mur absidal est pris aux dépens du rocher, le terrain ayant été déblayé pour faire ressortir le bloc de pierre renfermant le tombeau de Jésus-Christ, en E. Après la destruction de la basilique de Constantin, sous Khosro II, Modeste s'était contenté de circonscrire l'édifice, en fermant toute la partie antérieure de G en H, de manière à composer une rotonde. Les chapelles I, K, L, M, furent ajoutées plus tard. Sur le Golgotha, en O, avait été élevée une nouvelle chapelle, puis en P une petite basilique à côté de la piscine S, où le bois de la croix avait été trouvé. La partie R était un des restes de la basilique de Constantin.

La splendeur des édifices constantiniens sur le terrain du jardin du Golgotha dura de 335 à 614.
L’édifice fut touché par un incendie en 614 lorsque les troupes Perses de Khosro II, conduites par le général Romizane (surnommé Schahr-Barâz, le sanglier royal), envahirent Jérusalem et s’emparèrent de la Vraie Croix. Le patriarche d'Alexandrie Eutychès écrit dans ses annales : « L'empereur Chosroes II envoya son général Schahrbaraz…Il détruit les églises de Constantin, celle du Calvaire et celle du Saint Sépulcre et il détruisit une grande partie de la ville ».
En 630, l'empereur Héraclius, ayant vaincu les Perses, marcha triomphalement dans Jérusalem et restitua la Vraie Croix à l'église rebâtie du Saint Sépulcre. La première construction put être réparée parce que les édifices, tout en étant gravement endommagés, étaient cependant restés debout. Le patriarche Modeste réutilisa les matériaux de l’église pour construire un monument moins imposant vers 650, se concentrant surtout sur la Rotonde. Parmi les nouveautés de la restauration de Modeste, il convient d'indiquer la couverture du Calvaire par une voûte à croisillons.
Le pèlerin chrétien Arculfe a réalisé des schémas à partir de tablettes de cire. Grâce à son travail, on a une description de l’édifice de 680 et un plan.

#### Sous la dynastie abbasside (638-969)
En 638, l'arrivée des conquérants arabes n'entraîna pas de modifications particulières dans le sanctuaire.
Sous la domination musulmane, l'édifice resta une église chrétienne. Les premières lois musulmanes protégeaient les différents sites chrétiens de la ville et en particulier le Saint Sépulcre. Elles interdisaient notamment leur destruction et leur utilisation comme lieu d’habitation.
Voici comment Eutychius, patriarche d'Alexandrie, décrit les événements relatifs à la conquête arabe : « Omar ibn al-Khattâb et ses généraux partirent de la Syrie vers Jérusalem pour assiéger la ville. Le patriarche de Jérusalem Sophronius se rendit auprès d'Omar ibn al-Khattâb, lequel accorda sa protection aux habitants de la ville au terme d'une lettre remise à ce patriarche. Omar ibn al-Khattâb garantit la sauvegarde des sites chrétiens et donna ordre à ses hommes de ne pas détruire ces sites ni de les utiliser comme habitations. »
Le récit d'Eutychius rapporte qu'Omar ibn al-Khattâb visita l'église de la Résurrection et s'arrêta pour s'asseoir sous son porche; mais, au moment de la prière, il s'éloigna de l'église et fit sa prière en dehors. Il craignait que les générations futures interprètent ce geste, le prenant comme prétexte pour transformer l'église en mosquée. Eutychius ajouta qu'Omar ibn al-Khattâb avait écrit un décret interdisant aux musulmans de se réunir en ce lieu pour y prier.
Cependant, pour l'historien Vincent Lemire :

« Le réexamen critique des sources a récemment montré qu'aucun texte contemporain ne mentionne le nom d'Umar [Omar] en lien avec la conquête arabe de Jérusalem; qu'Umar ne s'est jamais rendu à Aelia/Iliya mais à Ayla/Eilat sur le golfe d'Aqaba ; que le récit de sa rencontre avec Sophronios [Sophrone], le patriarche de Jérusalem... ne fait que démarquer la tradition présente chez les auteurs arabes, de son entrevue avec l'évêque d'Eilat. »

#### Séismes et incendies
La seconde église fut détruite par un tremblement de terre en 746.
Au début du IXe siècle, un violent séisme abîma la coupole de l'Anastasis (« la Résurrection »). Les dommages furent restaurés en 810 par le patriarche Thomas.
En 841, l'église subit un incendie.
En 935, les chrétiens réussirent à éviter qu'une mosquée ne soit construite en un lieu juxtaposé à la basilique.
En 938, nouvel incendie ; le feu s'engouffra dans la basilique, dans l'aprotique[Quoi ?] et même dans l'Anastasis.
En 966, en raison d'une défaite des armées musulmanes en Syrie, une émeute éclata et fut suivie de représailles. La Basilique fut encore une fois incendiée. Les portes et le toit brûlèrent, le patriarche fut assassiné. Mais tous ces désastres abîmèrent surtout les structures en bois. Les dommages purent être réparés au prix de grands sacrifices de la part de la communauté chrétienne, plongeant cette dernière dans le dénuement.

#### Sous la dynastie fatimide (969-1099)
Lorsque les califes égyptiens fatimides prirent Jérusalem en 969, la situation des chrétiens devint plus précaire.
Au début du règne de la dynastie fatimide, notamment sous le règne du calife Al-Aziz, on leur donnait encore une assez grande liberté. Mais le 18 octobre 1009, le bâtiment originel du Saint-Sépulcre fut complètement détruit par le calife fatimide et chiite Al-Hakim bi-Amr Allah. L'Édicule, les murs est et ouest ainsi que le toit du tombeau abrité et taillé dans la roche furent détruits ou détériorés (les versions contemporaines varient), mais les murs nord et sud furent protégés grâce aux débris occasionnés par l’ampleur des dommages.

L'historien arabe Yahia Ibn Sa'id décrit cet événement ainsi :
« Ils s'emparèrent de tous les meubles qui se trouvaient dans l'église et les détruisirent complètement ; ils ne laissèrent que ce dont la destruction était très difficile. Ils détruisirent aussi le Calvaire et l'église de Saint Constantin et tout ce qui se trouvait à proximité, et ils tentèrent d'éliminer les vestiges sacrés. Cette destruction commença le Mardi cinquième jour avant la fin du mois de Saffar (15 août 1009) ».
La destruction du Saint-Sépulcre provoqua en Europe de vives réactions, souvent irrationnelles. Par exemple, le moine chroniqueur de l'abbaye de Cluny, Raoul Glaber, accusa les Juifs d’être la cause de ces malheurs (allégation antisémite),,. Il en résulta que les Juifs furent chassés de Limoges et de nombreuses autres villes françaises, ou massacrés voire baptisés de force quand ils ne préfèrent pas se suicider,. Finalement, cette destruction est une des causes des croisades à venir et notamment celle dont se sert le pape Urbain II en 1095 pour appeler les chrétiens à libérer le Saint-Sépulcre. Enfin, cette destruction entraîna une vague de construction d'églises du Saint-Sépulcre, sur le modèle de celle de Jérusalem, dans tout l'occident chrétien.
Ce ne fut que plusieurs années après que les chrétiens eurent la permission de reconstruire le sanctuaire. Ce fut le résultat d'un traité de paix entre l'empereur byzantin Romain III Argyre et le successeur d'Al-Hakim. Après la mort d'Al-Hakim, les pèlerinages reprirent. On reconstruisit le Saint-Sépulcre et nombre d’églises. Raoul Glaber nous dit que le duc de Normandie, Richard II, « envoya cent livres d'or (environ 50 kg) au sépulcre du Sauveur et qu'il aidait de dons immenses tous ceux qui désiraient s'y rendre en pèlerinage. ». Des groupes de pèlerins vinrent régulièrement d’Europe. La reconstruction eut sans doute eu lieu entre 1030 et 1048. Les travaux commencèrent sous le règne de l'empereur Constantin IX Monomaque, du fait de ses bonnes relations avec les Fatimides.
Une série de petites chapelles fut érigée sur le site en 1048, mais suivant des conditions strictes imposées par le califat. Les architectes de l'Empire, dès leur arrivée à Jérusalem, déterminèrent l'impossibilité de restaurer tout ce qui fut construit par Constantin. Les architectes byzantins sauvèrent la rotonde au-dessus du Sépulcre mais ils ne reconstruisirent pas l’immense basilique de Constantin le Grand, qui allait du Calvaire à la grande rue du marché. Ils décidèrent de conserver seulement l’Anastasis, en lui adjoignant une grande abside à l'Est et plusieurs chapelles sur le terrain de la place du jardin et au lieu du Martyrium. Une galerie supérieure fut ajoutée dans la rotonde. Les travaux furent achevés entre 1042 et 1048. Au cours de cette reconstruction le Porche oriental, le Martyrium et le Portique du jardin disparurent.
Malgré ces changements, la nouvelle architecture présentait un style artistique de grande qualité. Des mosaïques recouvraient les parois et la coupole. L'abbé russe Daniel, qui visita Jérusalem à cette époque, en donna une description :

« L'église de la Résurrection est de forme ronde et appuyée sur douze colonnes monolithes et six pilastres. Le pavement est fait de très belles dalles de marbre. Elle a six portes et des tribunes dotées de douze colonnes représentant les saints Prophètes; de belles mosaïques sont sous le plafond et sur les tribunes.
L'autel est surmonté d'une Icône du Christ. Au-dessus de l'autel majeur, on remarque une mosaïque représentant l'exaltation d'Adam. L'Ascension du Christ est représentée dans l'abside. L'Annonciation sur les deux pilastres voisins de l'autel.
La coupole de l'église n'est pas clôturée par une voûte en pierre, mais par des poutres de bois, entrelacées entre elles. L'église a une ouverture à son sommet. Le Saint Sépulcre est placé sous cette coupole ouverte. »

Le voyageur musulman Nasir-I Khusraw décrit aussi le Saint-Sépulcre en 1047 :

« L’église actuelle est une très grande construction qui peut contenir 8 000 personnes. L’édifice est très habilement construit de marbres colorés, avec une ornementation et des sculptures. À l’intérieur, l’église est partout ornée de broderie byzantine travaillée avec de l’or et de tableaux. Et ils ont représenté Jésus – que la paix soit avec lui – qui est parfois montré montant un âne. Il existe aussi des tableaux représentant d’autres prophètes, Abraham, par exemple, et Ismaël et Isaac, et Jacob avec son fils – que la paix soit avec eux tous... Dans l’église on trouve une peinture divisée en deux parties représentant le Ciel et l’Enfer. Une partie montre les sauvés au Paradis, alors que l’autre décrit les damnés en Enfer, avec tout ce qu’il y a là-bas. Assurément il n’existe pas d’autre lieu au monde avec une peinture semblable. Dans l’église sont assis un grand nombre de prêtres et de moines qui lisent l’Évangile et disent des prières, jour et nuit ils sont occupés de cette façon. »

#### Durant la période croisée (1099-1187)

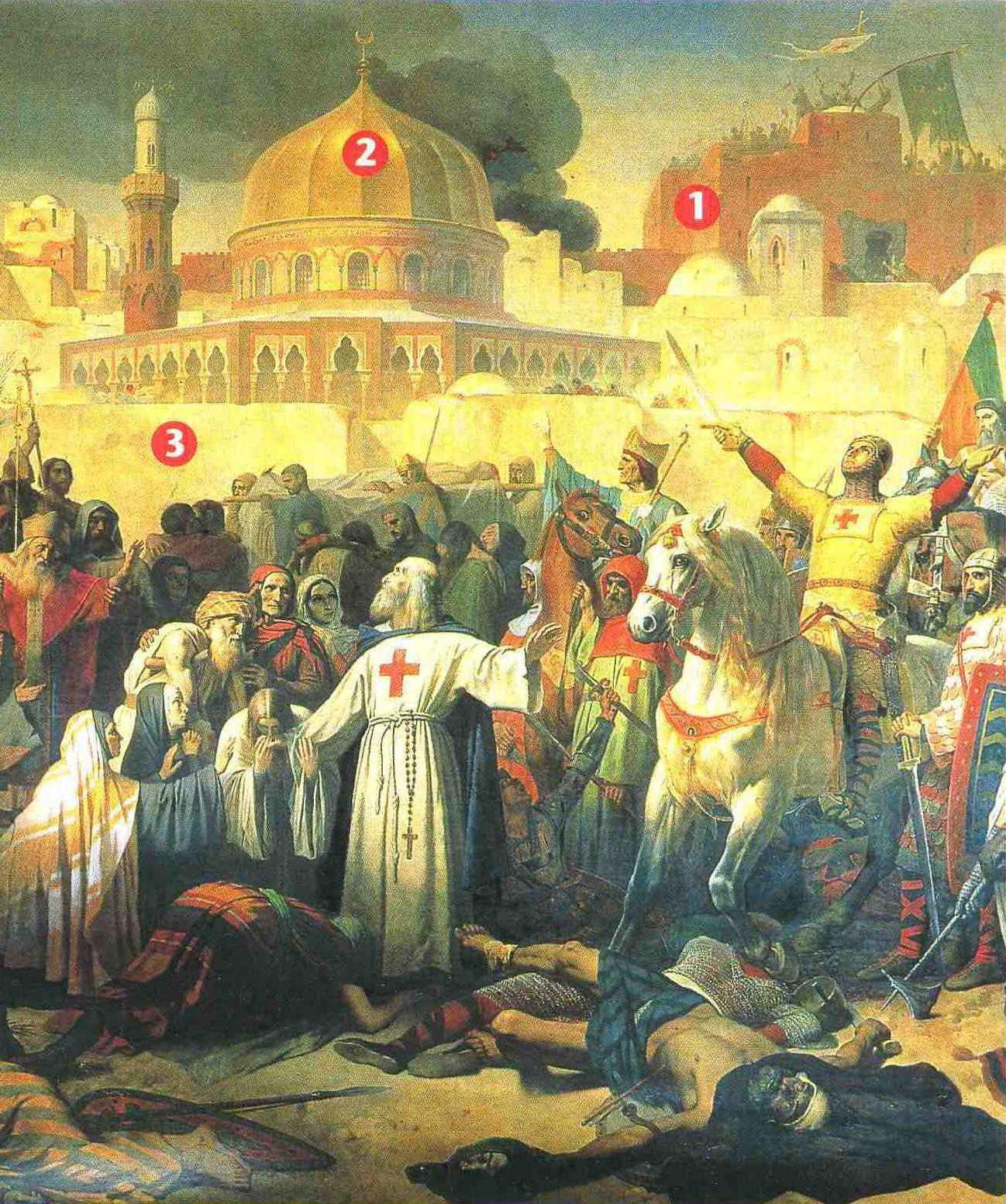
La prise de Jérusalem par les croisés le 15 juillet 1099 - Emil Signol, XIX, château de Versailles.
1 - Le Saint-Sépulcre
2 - Le Dôme du Rocher
3 - Les remparts

La Première croisade était perçue comme un pèlerinage armé car aucun croisé ne pouvait considérer son voyage complet s’il n’avait pas effectué une prière au Saint-Sépulcre. En effet depuis 1090, les Turcs Seldjoukides, qui avaient pris possession des lieux, persécutaient les chrétiens et leur en interdisaient l'accès. Pierre l'Ermite, prétendant avoir été témoin d'actes de barbaries et d'atrocités à l'encontre des pèlerins chrétiens, invita le peuple en Europe à se « croiser » pour reprendre Jérusalem aux musulmans. Il en résulta en 1096 une Croisade populaire qui fut un échec. Il fallut attendre l'arrivée des Croisés chevaliers qui reprirent le site lors de la première croisade le 15 juillet 1099. Ils entreprirent ensuite sa reconstruction.
Voici le récit de la prise de Jérusalem par Raymond d'Aguilers, qui, avec les exagérations d'usage dans une chronique de ce genre, témoigne de l'importance du site pour les croisés :

« Après la prise de la ville, il était beau de voir la dévotion des pèlerins devant le Sépulcre du Seigneur et de quelle façon se manifestait leur joie en chantant à Dieu un chant nouveau. Et leur cœur offrait à Dieu vainqueur et triomphant des louanges inexprimables en paroles…. »

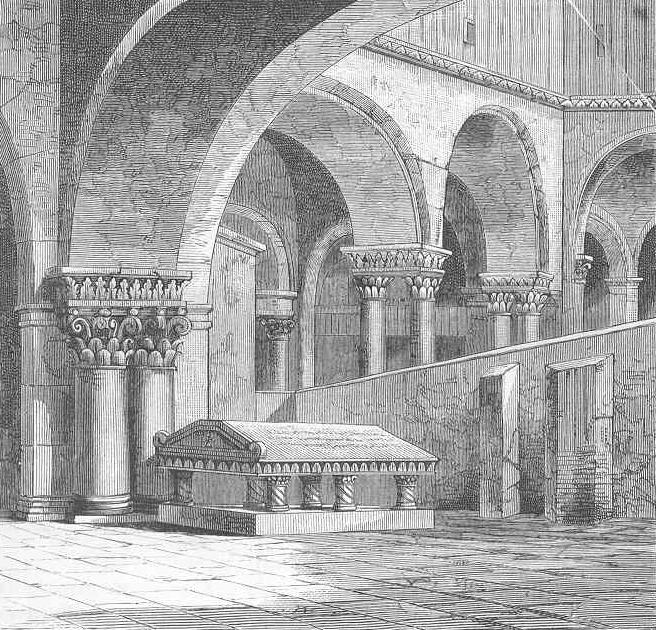
Tombe de Godefroy de Bouillon dans le Saint-Sépulcre.

Le chef des croisés, Godefroy de Bouillon, devint le premier monarque latin de Jérusalem mais décida de ne pas utiliser le titre de « roi » durant sa vie, se déclarant simplement : Advocatus Sancti Sepulchri (« Avoué (Protecteur ou Défenseur) du Saint Sépulcre »). Il prit alors le titre de baron. Il ne voulait pas porter une couronne d’or sur le lieu où le Christ avait porté une couronne d’épines. De plus, les clercs estimaient que le Lieu saint appartenait à l’Église et qu’ils devaient constituer une sorte de seigneurie ecclésiastique dont les croisés n'étaient que les défenseurs laïques.
Entre 1125 et 1150, Albert d'Aix, non contemporain, et dont l'historicité est mise en doute, écrivait dans son ouvrage publié pour la première fois en 1584 (en période protestante allemande) à Helmstœdt, par Reiner Reineck, in-4º, sous le titre de Chronicon hierosolymitanum, réimprimée par Jacques Bongars dans ses Gesta Dei per Francos, puis republié en 1824 par François Guizot, à propos de Godefroy de Bouillon lors de la prise de Jérusalem en juin 1099 :

« Tandis que tout le peuple chrétien […] faisait un affreux ravage des Sarrasins, le duc Godefroy, s'abstenant de tout massacre, […] dépouilla sa cuirasse et, s'enveloppant d'un vêtement de laine, sortit pieds nus hors des murailles et, suivant l'enceinte extérieure de la ville en toute humilité, rentrant ensuite par la porte qui fait face à la montagne des Oliviers, il alla se présenter devant le sépulcre de notre seigneur Jésus-Christ, fils de Dieu vivant, versant des larmes, prononçant des prières, chantant des louanges de Dieu et lui rendant grâces pour avoir été jugé digne de voir ce qu'il avait toujours si ardemment désiré. »

Dès son installation dans Jérusalem, il s'attacha à structurer autour du Tombeau du Christ, une communauté mixte, composée de chanoines séculiers et de chevaliers, des croisés restés en Terre sainte. Ces derniers constituaient un groupe appelé milites sancti Sepulcri (« chevaliers du Saint-Sépulcre »). L'ordre du Saint-Sépulcre fut ainsi créé. Ces chevaliers avaient pour mission de protéger la sépulture sacrée et ses biens.
L’Higoumène Daniel visita la ville en 1106 et rapporta la description suivante :

« L’église de la Résurrection est de forme circulaire ; elle comprend douze colonnes monolithiques et six piliers, et elle est pavée de très belles dalles de marbre. Il existe six entrées et galeries avec soixante colonnes. Sous les plafonds, au-dessus des galeries, les saints prophètes sont représentés en mosaïque comme s’ils étaient vivants ; l’autel est surmonté d’un portrait du Christ en mosaïque. Le dôme de l’église n’est pas fermé par une voûte de pierre, mais il est formé d’une structure de poutres en bois, de façon que l’église soit ouverte dans sa partie supérieure. Le Saint Sépulcre est sous ce dôme ouvert »

Le chroniqueur Guillaume de Tyr rapporte la reconstruction du Saint-Sépulcre (cf. Schéma) au milieu du XIIe siècle. Les croisés rénovèrent l'église, agrandissant le modeste édifice antérieur pour en faire une vaste basilique de style romano-gothique et y ajoutèrent un clocher mais ils se contentèrent surtout de consolider la restauration fort réduite entreprise entre 1030 et 1048.
Ils restaurèrent le dôme de l’église byzantine et la crypte Sainte-Hélène. En 1144, la cour intérieure fut fondue dans un monument de style roman composé d’une basilique surmontée d’un dôme, entre l’église Sainte-Hélène et la Rotonde. Depuis cette période, l’église du Saint-Sépulcre possédait deux dômes, et les cinq sites les plus sacrés du christianisme étaient abrités. Le Saint-Sépulcre fut reconstruit suivant le plan de la croix. Le 15 juillet 1149 fut consacré le chœur des croisés, qui remplaçait l'ancienne cour à ciel ouvert reliant la rotonde à l'église de Constantin. La rotonde abritant la tombe du Christ et les chapelles au-dessus du rocher du calvaire (auxquelles on accéda par la « chapelle des Francs ») étaient désormais abritées sous le même édifice. Une partie du « Triple portique » constantinien fut préservé dans l'aile nord : ces « Arches de la Vierge » correspondaient selon la tradition à la voie qu'emprunta la Mère du Seigneur pour se rendre au Sépulcre de son Fils.
Pour l'inauguration de la nouvelle basilique on grava des inscriptions en lettres d'or sur la porte de bronze. On pouvait y lire :

« Ce Lieu saint a été consacré par le sang du Christ, notre propre consécration ne peut donc rien ajouter à sa sainteté. Mais l'édifice élevé autour de ce sanctuaire et au-dessus a été consacré le 15 juillet par le patriarche Foucher dans la quatrième année de son patriarcat et par d'autres prélats et pour le cinquième anniversaire de la prise de la ville qui à cette époque resplendissait autant que l'or très pur. C'était en l'an 1149 de la naissance de Notre Seigneur. »

 L'inauguration eut ainsi lieu le 15 juillet 1149, date symbolique de la prise de Jérusalem par les croisés 50 ans plus tôt.
Les rénovations unifièrent ainsi les différents lieux saints. Ces dernières furent réalisées durant le règne de la reine Mélisende en 1149.
La plupart des rois de Jérusalem furent ensevelis dans l'église du Saint-Sépulcre. C’est durant cette période que de nombreuses traditions chrétiennes liées à la vie de Jésus sont instituées (traditions appuyées par des attestations littéraires assez fermes et constantes mais des attestations liturgiques et archéologiques quasiment inexistantes), notamment celle de la Via Dolorosa.
Aucune reconstruction majeure n’a été entreprise depuis.
L'église est devenue le siège du premier patriarche latin et le lieu du scriptorium du royaume.

#### Sous la période ayyoubide
L'église et le reste de la ville furent perdus pour les Croisés avec Saladin. L’historien Imad al-Din écrit d'ailleurs à ce sujet que les Francs envisagèrent un martyre collectif dans l’église du Saint-Sépulcre.
À partir de ce moment, les chrétiens se voient interdits de séjour, à l’exception des chrétiens orientaux, qui sont chargés de l’entretien du Saint-Sépulcre.
Néanmoins, un traité établi après la Troisième croisade tolérait la visite du site pour les pèlerins chrétiens.
Alors qu’il était excommunié, l'empereur Frédéric II récupéra la ville et l'église à la suite d'un traité signé au XIIIe siècle. Cette situation eut pour résultat curieux de frapper l’église la plus sainte de la chrétienté d’interdit.
En 1244, les Turcs khwarezmiens pillèrent Jérusalem, massacrèrent les chrétiens et dévastèrent le Saint-Sépulcre.

### Libération pacifique de la basilique et rénovation
Par négociations pacifiques entre 1333 et 1335, le roi Robert d'Anjou et la reine consort de Naples Sancia de Majorque obtinrent du sultan d'Égypte la réouverture au culte chrétien des quatre principaux sanctuaires de Terre sainte, en premier lieu celui du Saint-Sépulcre. L’ordre franciscain s'installa au couvent du Mont Sion et dans l’église du Saint Sépulcre et y prit progressivement l'ascendant sur les communautés géorgiennes, syrienne, grecque, arménienne, jacobite et abyssinienne.
Les pèlerins arrachant des morceaux de la tombe du Christ, la banquette de pierre de l’arcosolium fut recouverte d'une cuve de marbre en 1345.
Au XVe siècle, durant la période ottomane, les conflits entre musulmans et chrétiens firent leur apparition. Le Saint-Sépulcre fut une fois de plus dévasté. À partir du XVIe siècle, la prééminence revient à la « confrérie du Saint Sépulcre », Hagiotaphites qui appartiennent à l'organisation de l'Église orthodoxe en Grèce puis les souverains se battirent à coup de firmans pour rétablir tour à tour la primauté des pays latins ou orthodoxes.
Malgré l’augmentation constante des pèlerins depuis le Moyen Âge et durant l'époque moderne, à l'instar de Jérusalem, le site n'était plus entretenu et se dégradait. Félix Fabri, un frère dominicain allemand, y fait allusion après avoir effectué deux pèlerinages en Terre sainte, le premier en 1480 et le second en 1483 : « La ville est dans un grand état de désolation. De nombreux bâtiments sont détruits [...] la malheureuse Jérusalem a souffert, souffre encore et souffrira plus tard de plus de sièges, dégradations, destructions et terreurs qu’aucune autre ville au monde. »
En 1555, les moines franciscains obtinrent l'autorisation d'apporter des améliorations en restaurant le Saint-Sépulcre. Boniface de Raguse, custode de Terre sainte, fit reconstruire l'édicule, rénovant notamment les plaques de marbre qui recouvraient le Tombeau. En 1648, le dôme fut restauré. Menacé à nouveau d'effondrement, il fut consolidé, les travaux de restauration s'achevant en 1719. La mosaïque qui le couvrait fut fragmentée en de petits morceaux qui furent vendus comme souvenirs.

### Époque contemporaine

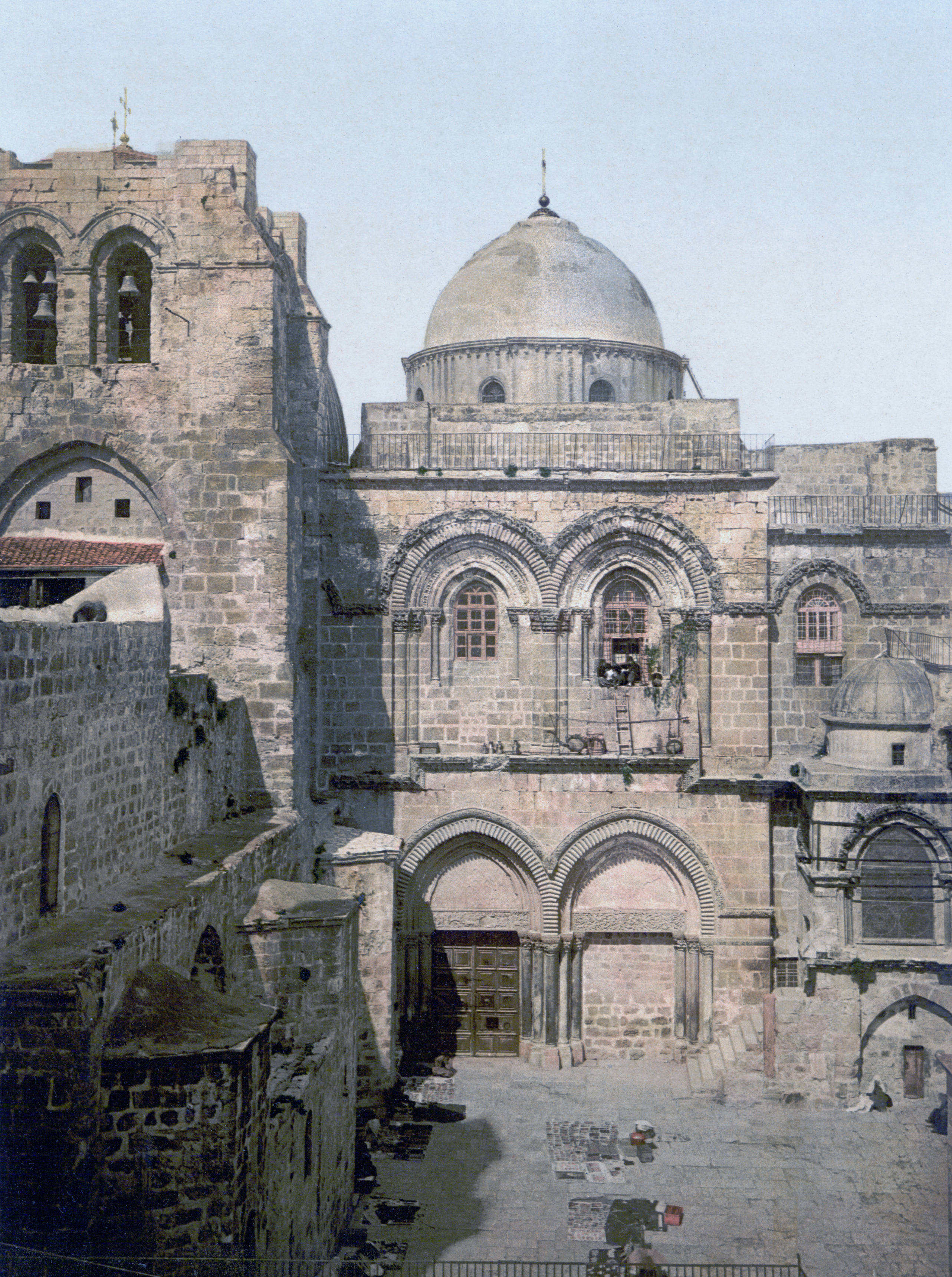
Le Saint-Sépulcre entre 1895 et 1905, avec notamment les arcatures des fenêtres dégradées par l'incendie.

Un incendie détériora à nouveau sérieusement la structure en 1808 et provoqua l’effondrement du dôme qui brisa les décorations extérieures de l'Edicule. Le feu n'atteint pas l'intérieur de l'édicule et les décorations en marbre du Tombeau. La Rotonde et l'extérieur de l'édicule furent reconstruits suivant un style architectural ottoman baroque entre 1809] et 1810 sous la supervision de l'architecte Nikolaos Komnenos, architecte grec natif de Mytilène.
La pluie et la neige ont progressivement endommagé l'édicule, notamment les crampons de fer qui retenaient les pierres. En 1868, le dôme a été reconstruit et l'oculus du dôme protégé par un couvercle, évitant ainsi les intempéries. Depuis 1947 l'édicule, dont le revêtement de marbre rouge plaqué de Komnenos se détache sous son propre poids de la structure sous-jacente, est maintenu en place grâce à une structure extérieure métallique installée par les britanniques, les poutres portant l'inscription Burn Steel India Scob (nom d'un acier de la compagnie britannique des Indes orientales).
Le dôme actuel fut construit entre 1863 et 1868 grâce aux aides financières des gouvernements français, russe et ottoman.
Les rénovations modernes les plus importantes ont commencé en 1959. Dans les années 1960, le Père Virgilio Canio Corbo, franciscain et professeur en archéologie, mène des fouilles qui amènent à la découverte de complexes funéraires derrière la chapelle des Jacobites, telle la « Tombe de Joseph d'Arimathie ». Ces tombes de type kokhim remontent probablement au Ier siècle. Des travaux de restauration du dôme ont été effectués entre 1994 et 1997.
Aujourd'hui, la foule des fidèles, pèlerins et touristes qui visite ce sanctuaire peut être déconcertée par son architecture mal définie, fruit d'une longue histoire, et par son atmosphère sombre, moite, bruyante et étouffante peu propice au recueillement ou à une expérience mystique. Les pèlerins peuvent être ainsi victimes du syndrome de Jérusalem.
Aucun projet n'est envisagé pour sa rénovation en raison des rivalités dues au statu quo jusqu'en 2016, année qui voit les communautés chrétiennes s'accorder pour entamer une restauration conservative. En 2015, la police israélienne avait en effet brièvement fermé le sanctuaire après que l'Autorité des antiquités d'Israël a dénoncé la « dangerosité » de l’édifice.

## Statu quo
Depuis la rénovation de 1555, le contrôle de l'église a été confié alternativement aux franciscains et aux orthodoxes. Sous l’empire ottoman, chaque communauté pouvait obtenir, sur fond de corruption, un firman accordé provisoirement par la « Sublime Porte », ce qui causait régulièrement des affrontements violents.
En 1767, las des querelles, le sultan édita un firman qui partagea l'église entre les revendicateurs. Ce fut confirmé en 1852 par un autre firman qui prit des dispositions permanentes par l’intermédiaire d’un statu quo établissant une division territoriale entre les communautés et reconnaissant de facto la prééminence, toujours actuelle, du patriarcat orthodoxe sur les autres communautés.
Les premiers gardiens sont l’Église orthodoxe grecque, l’Église catholique romaine et l'Église apostolique arménienne. Au XIXe siècle, les Coptes orthodoxes, les Éthiopiens orthodoxes et les Syriaques orthodoxes obtinrent des responsabilités moins importantes associées à des hauts lieux ainsi qu'à certaines structures dans le Saint Sépulcre et autour. En plus de cette répartition spatiale (avec des espaces propres ou communs), le partage inclut aussi une répartition des heures de prière et de procession. Ces droits de propriété et d'utilisation protégés par le statu quo sur les lieux saints sont garantis par l'article LXII du traité de Berlin (1878) mais tous les détails n'ont pas été pris en compte, laissant subsister des flous et rendant la cohabitation parfois tumultueuse. Ces droits sont également régis par le Régie par le Waqf de Jérusalem, loi musulmane concernant les biens religieux. Le statu quo suit cette règle qui stipule qu'on perd un droit si l'on n'en fait pas usage, et qu'un empiétement de ses voisins devient légal si l'on ne s'y oppose pas, d'où les multiples revendications et conflits entre ces communautés si jalouses de leurs prérogatives au Saint-Sépulcre.
À l'intérieur de l'édifice, les différentes chapelles et lieux saints sont meublés et décorés selon les coutumes et les rites de la communauté religieuse qui en détient la possession.

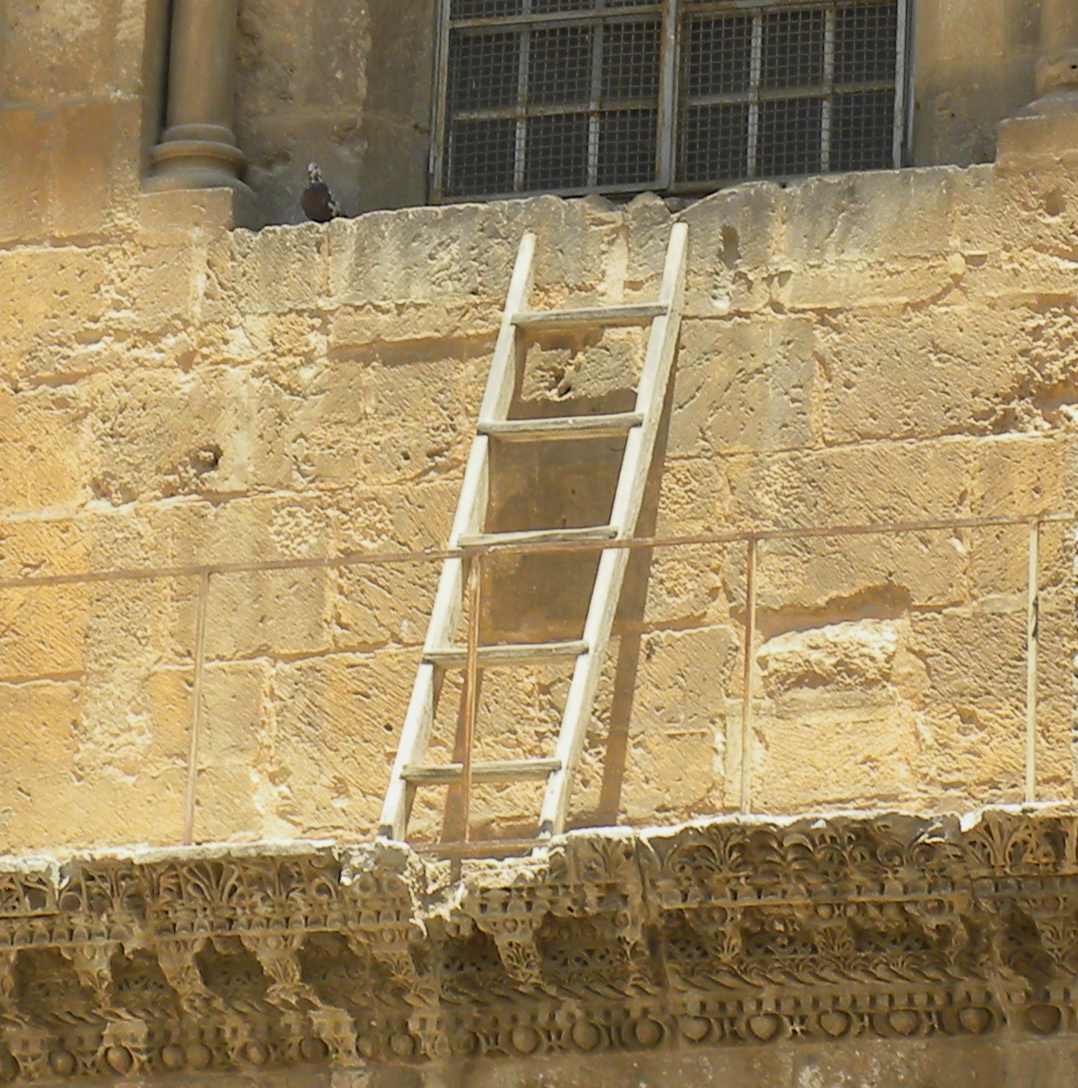
L'échelle inamovible, symbole du statu quo. Ci-dessus, détail d'une photographie de l'entrée principale prise en 2005.

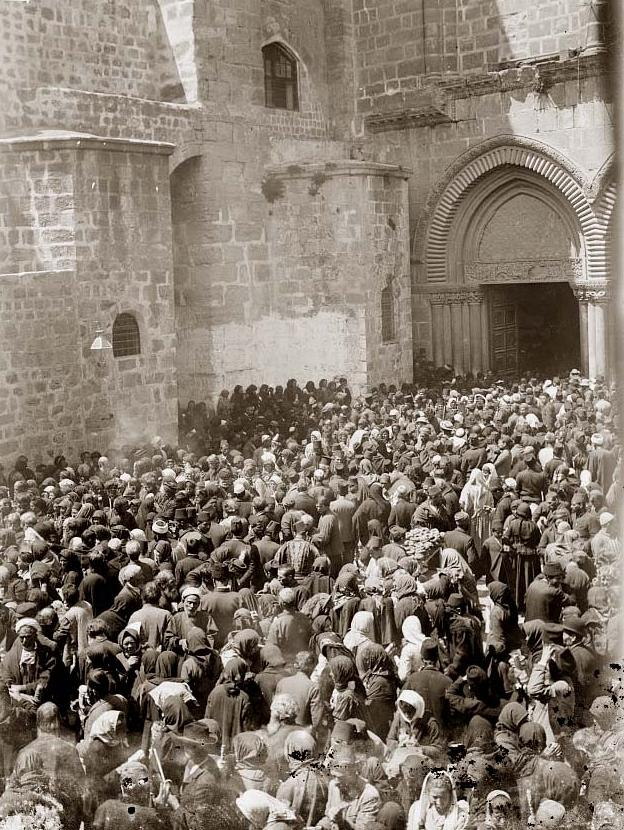
Une foule de pèlerins qui s'engouffre dans l'entrée principale, 1898.

L'établissement du statu quo n'a pas stoppé les vieilles velléités. Durant une journée d'été 2002, un moine copte qui était posté sur un toit déclara au territoire éthiopien qu’on avait déplacé sa chaise de l’endroit ombragé où elle se trouvait. Ce fut considéré comme une attitude hostile par les Éthiopiens. Onze personnes furent hospitalisées à la suite de l'altercation. Cet exemple est révélateur du conflit perpétuel, entre les orthodoxes coptes et éthiopiens concernant les titres de propriété de la chapelle des Éthiopiens (située sur le toit de la chapelle de Sainte-Hélène).
Un autre incident eut lieu en 2004 lorsque lors des célébrations orthodoxes de l'exaltation de la Sainte-Croix, une porte de la chapelle franciscaine fut laissée ouverte. Cela fut pris comme un signe d'irrespect de la part des orthodoxes et un pugilat éclata. Certains individus furent arrêtés mais personne ne fut sérieusement blessé. En 2008, des rixes éclatèrent entre paroissiens arméniens et grecs-orthodoxes. Des popes grecs orthodoxes et des prêtres arméniens en sont venus aux mains, le 9 novembre 2008, dans la basilique du Saint-Sépulcre. La police israélienne est intervenue pour séparer les deux camps. Certains des prêtres ont utilisé des cierges comme gourdins tandis que d'autres tentaient d'arracher les soutanes de leurs rivaux.
Conformément au statu quo, aucune partie désignée comme territoire commun ne peut être rénovée sans le consentement de toutes les communautés. Lorsque les communautés n’arrivent pas à s’entendre, l’édifice ne peut bénéficier des réparations dont il aurait pourtant grandement besoin.
Après le séisme de 1927, l'autorité politique en place (conformément aux dispositions du statu quo) dut intervenir pour entreprendre des réparations urgentes. Pourtant, un simple petit désaccord retarde certaines rénovations urgentes notamment celle de l'Édicule. Il faudrait modifier le Statu Quo mais un simple changement serait préjudiciable à certaines communautés qui refusent de renoncer à leurs privilèges.
Sur le rebord de la fenêtre de l'entrée de l'église se trouve un signe évocateur de cette situation : une échelle en bois fut placée à cet endroit autrefois, avant 1852, au moment où le statu quo incluait les portes et les rebords de fenêtres dans la gestion commune. L'échelle est encore présente à ce jour et dans la même position où elle se trouvait les siècles passés, en attestent la photo et la gravure ci-dessus.
Aucune des communautés ne contrôle l'entrée principale. En 637, le calife Omar confia la garde de la porte à la famille Nusseibeh. En 1192, Saladin partagea cette responsabilité à deux familles musulmanes voisines, pour éviter les conflits entre communautés chrétiennes. On a confié aux Joudeh la garde de la clé et les Nusseibeh ont eu pour tâche de garder la porte. Ces fonctions sont encore en vigueur aujourd’hui. Deux fois par jour, un membre de la famille Joudeh apporte la clé à un Nusseibeh qui ouvre et ferme la porte.
Les querelles laissent parfois place à l'unité, ainsi en 1963, les trois communautés présentes au Sépulcre ont élu le Père Corbo archéologue des travaux effectués dans les zones communes, une tâche qui l’a occupé pendant 17 ans.

Les différentes confessions
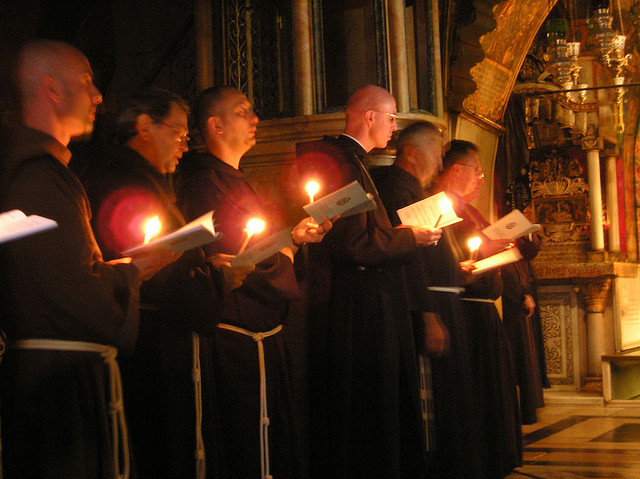
Franciscains en robe de bure ou en soutane.
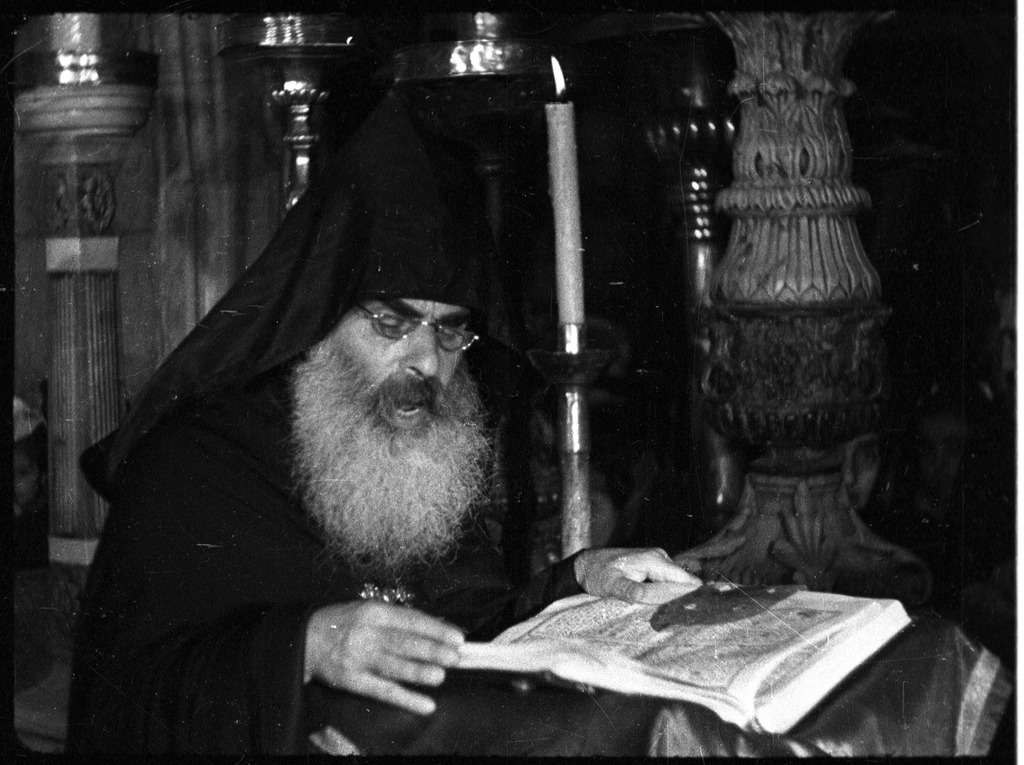
Vartabed, prêtre arménien en paenula couvert de sa longue coiffe moirée noire en pointe.
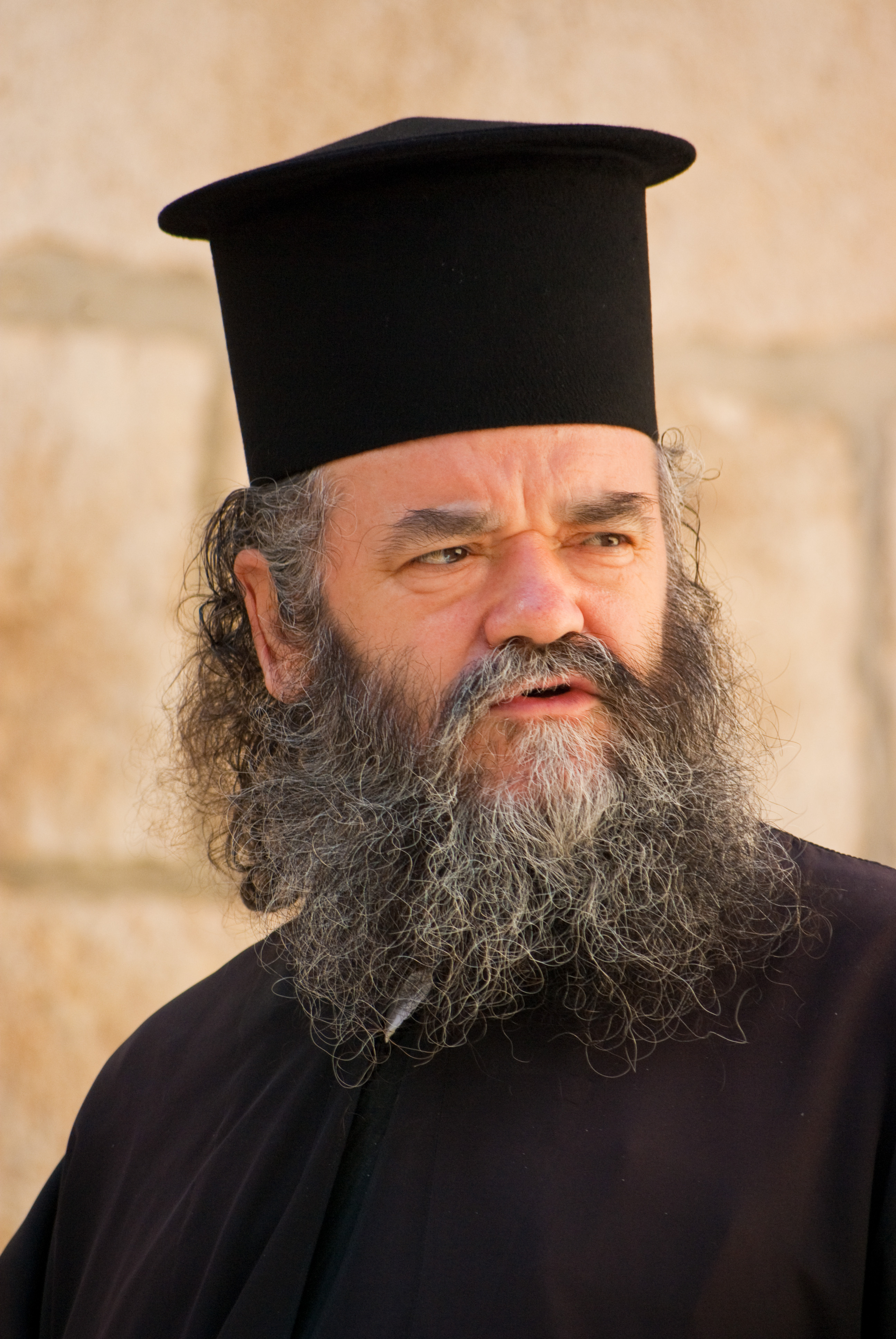
Prêtre orthodoxe grec portant la barbe, en soutane et kamilavkion noirs.
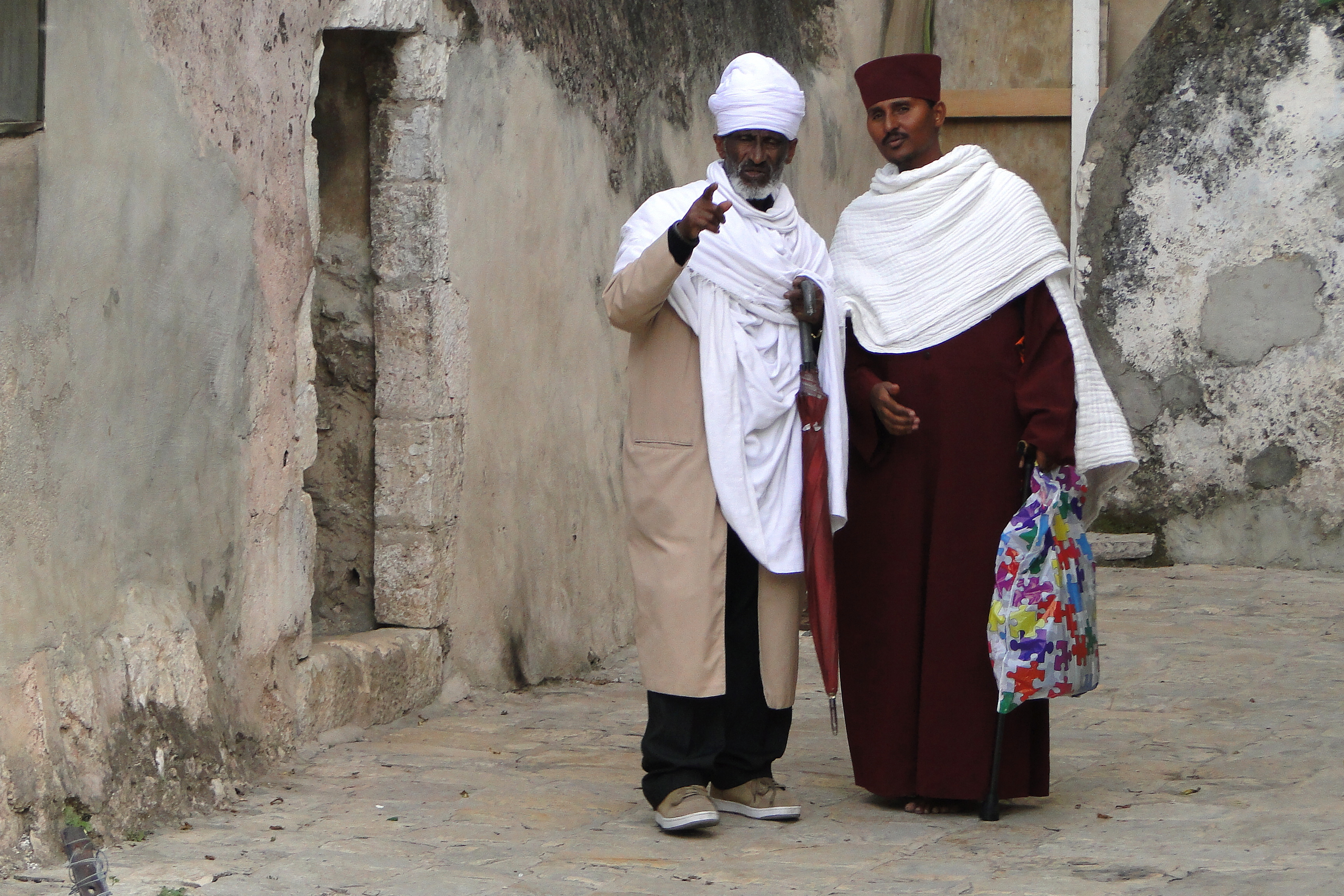
Moines orthodoxes éthiopiens en shamma, turban et toque.

## Description

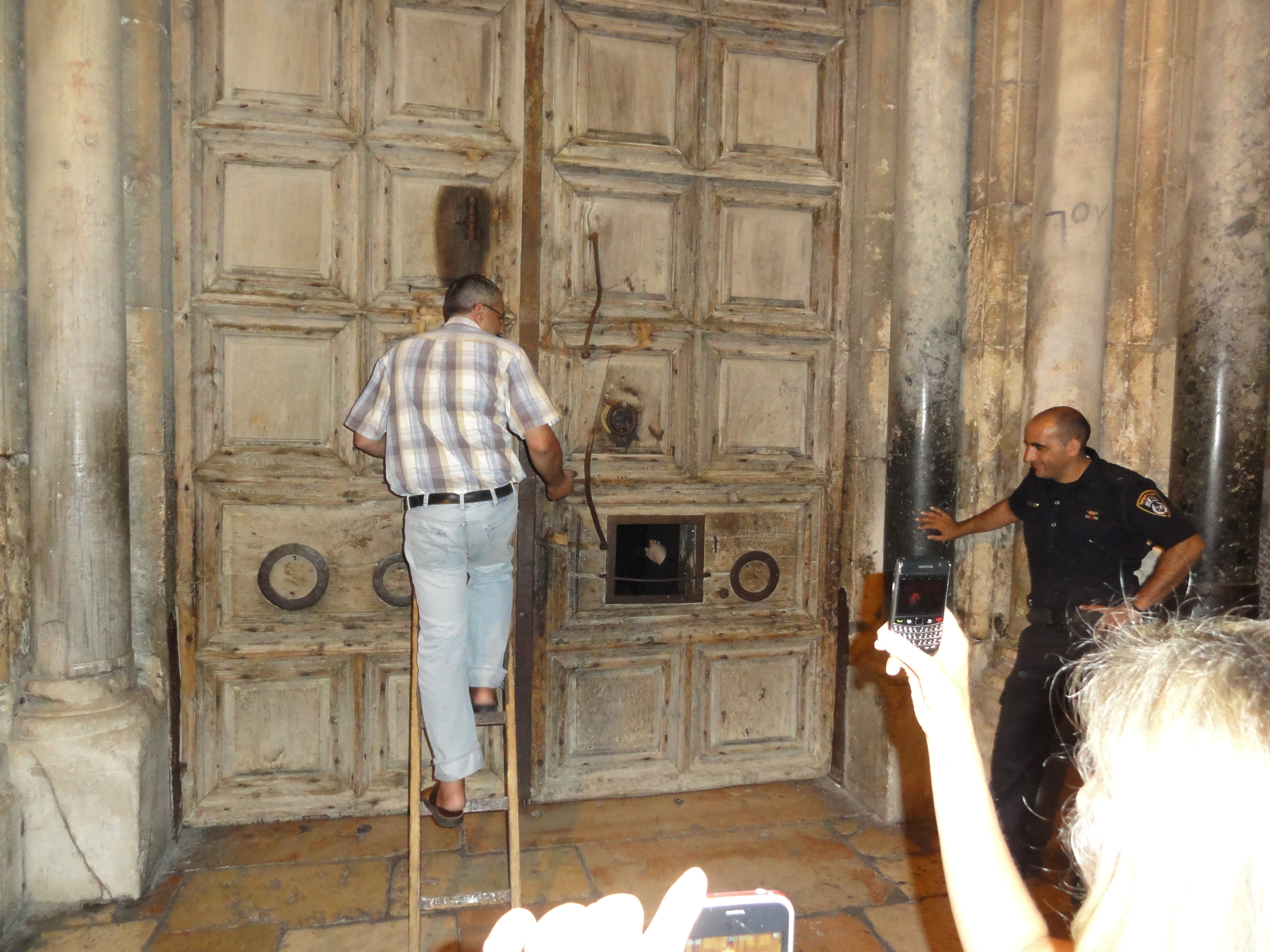
Le sacristain de la communauté grecque a donné, à travers la petite fenêtre, une échelle qui permet au « gardien musulman » venu avec ses clés, de monter à hauteur de la serrure.

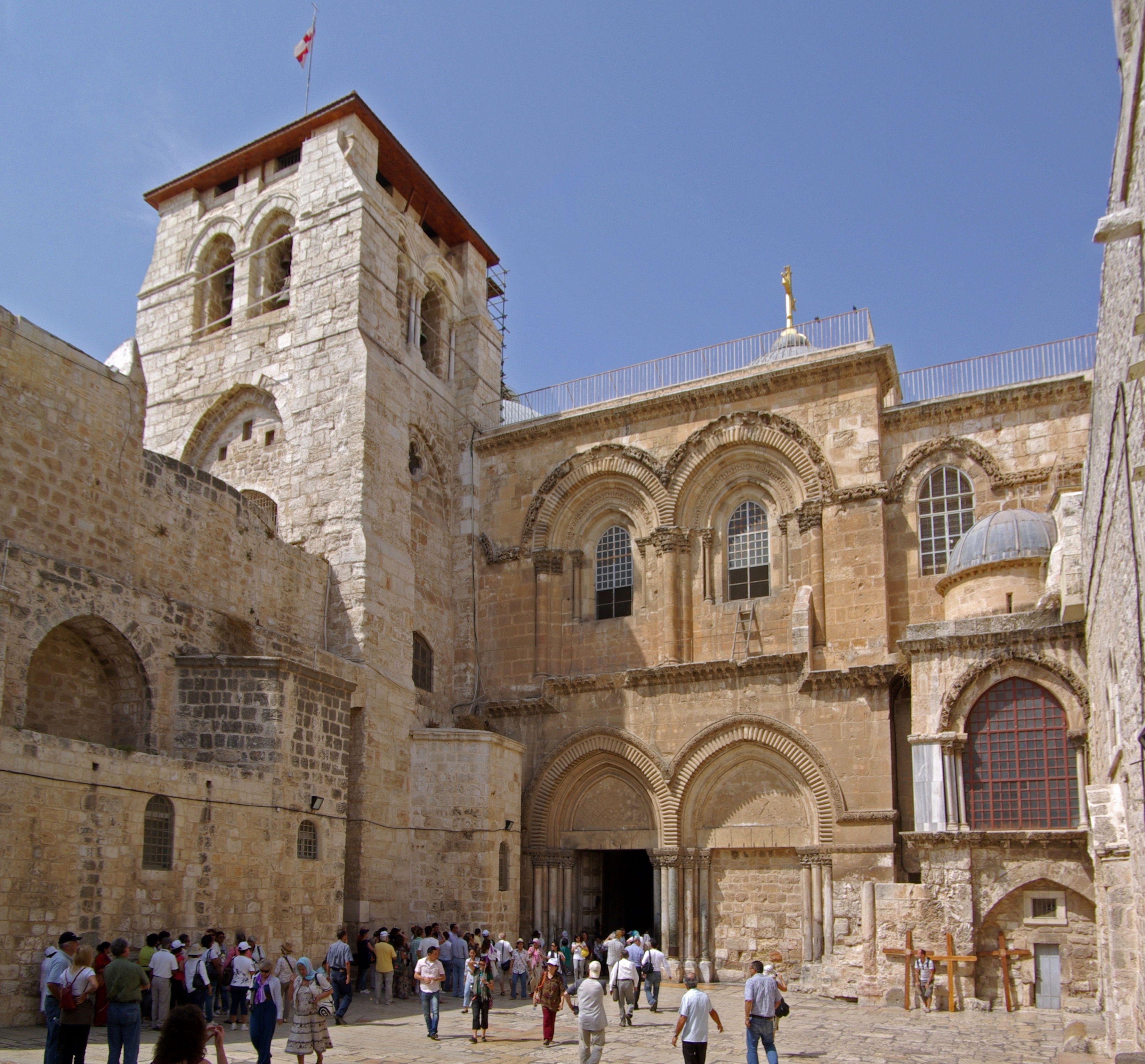
Entrée avec ses deux portes au fond du parvis.

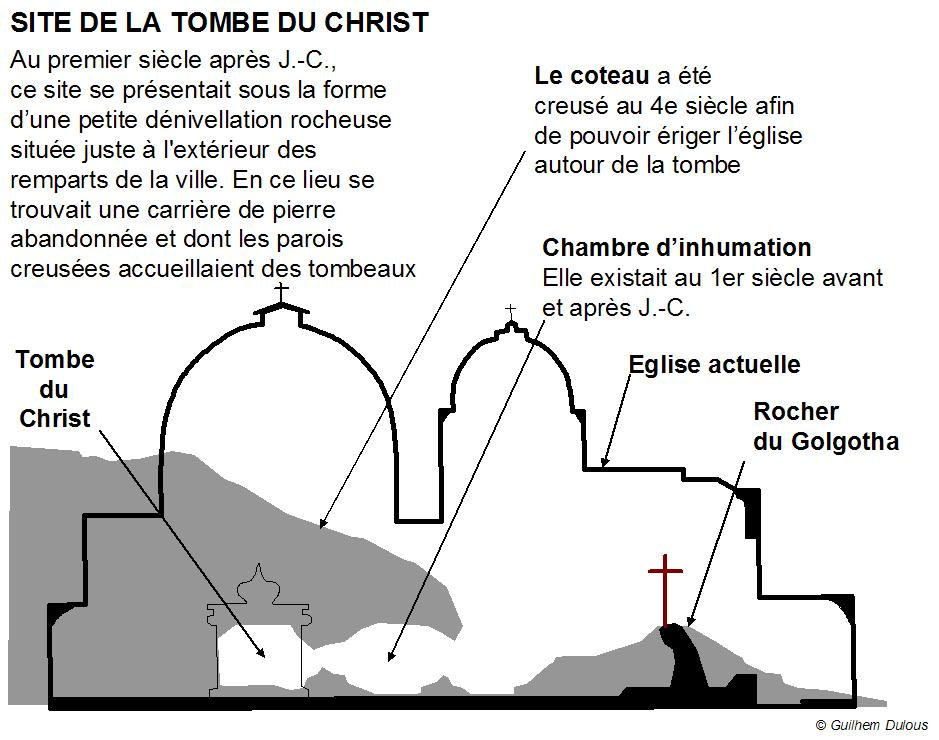
Position de la tombe du Christ et le Golgotha au sein de l'église.

### Les différentes parties
La basilique actuelle est celle laissée par les Croisés en dépit de nombreuses réparations aux XIXe et XXe siècles.
On atteint le parvis de l'Église du Saint-Sépulcre en suivant la Via Dolorosa de la Vieille ville de Jérusalem, marquée par neuf des quatorze Stations du chemin de croix, les cinq dernières stations étant à l'intérieur de la basilique qui est à quelques pas du Muristan. Différentes ruelles du souk aboutissent à la rue Sainte-Hélène dans le quartier chrétien de la vieille ville de Jérusalem qui mène au parvis. Le côté occidental de cette place pavée est bordé de trois chapelles gréco-orthodoxes (du sud au nord : chapelle de Saint-Jacques, de Saint Jean Baptiste et des 40 Martyrs), le côté oriental du monastère orthodoxe de Saint-Abraham, de la chapelle arménienne de Saint-Jacques, de la chapelle copte Saint-Michel-Archange et de la chapelle grecque de Sainte-Marie-Égyptienne.
La façade dégradée de l'église, divisée en deux par une frise ornée de motifs végétaux, dispose de deux portails situés au niveau du transept sud mais seule celui sous l'arche gauche reste ouvert, celui sous l'arche droite ayant été muré au 1187 par Saladin qui le considérait comme superflu pour le petit nombre de Chrétiens à cette époque ou, selon une autre explication, le sultan ayant fait sceller onze des douze portes du sanctuaire pour mieux percevoir la taxe imposée aux pèlerins chrétiens (droit de passage payé aux portiers descendant de deux familles musulmanes). La colonne du milieu à la gauche de la porte présente une large fissure. Selon une tradition orthodoxe, le feu sacré du Saint-Sépulcre serait sorti de cette colonne en 1547 alors que les Arméniens avaient réussi à évincer les Grecs orthodoxes du sanctuaire. La perte du feu miraculeux aurait forcé les Arméniens à redonner l'accès au Saint-Sépulcre aux Grecs.
Depuis le XIIIe siècle, la garde de la clé de cette porte est confiée à deux familles musulmanes (Judeh et Nuseibeh, appelés les « gardiens musulmans » ou les « portiers musulmans », la première étant la propriétaire des clés et la seconde étant chargée d'ouvrir la porte). Selon la légende, les autorités, lasses des conflits entre les communautés chrétiennes du sanctuaire, auraient chargé ces deux familles de garder le lieu. En réalité, les communautés chrétiennes devaient payer de fortes taxes au Sandjak ottoman en échange de leur protection. Le sultan Malik al-Salih Ayyoub institue en 1244 ces « gardiens musulmans » qui font payer aux pèlerins pour ouvrir la porte une taxe individuelle qui a varié selon les époques, taxe abolie en 1831 par Ibrahim Pacha, à l'exception des communautés religieuses qui doivent toujours s'en acquitter. Il existe aujourd'hui un rituel très complexe entre ces « gardiens musulmans » et les trois grandes communautés (Franciscains, grecs et arméniens) pour l'ouverture et la fermeture des portes, rituel qui peut être à l'origine de rixes. Le chemin d’accès étroit de cette porte s’est avéré être parfois dangereux pour une si grande structure. En effet, à l’occasion d’un incendie qui éclate en 1840, une douzaine de pèlerins sont piétinés à mort. En 1999, les différentes communautés se mettent d’accord pour installer une nouvelle porte de sortie dans l'église, mais il n'y a jamais de rapport effectué pour la réalisation de cette dernière.
À gauche de la porte d'entrée, le clocher révèle la grandeur du projet de restauration des Croisés mais un séisme en 1545 qui fait s'effondrer ses étages supérieurs sur le dôme du baptistère grec orthodoxe et les réparations qui se sont ensuivies ont réduit sa hauteur de moitié (29 mètres), les musulmans s'étant opposés à sa reconstruction, de crainte qu'il ne dépasse le minaret de leur mosquée voisine. Le parvis de la basilique est balayé par les Grecs tandis que les Latins nettoient les marches de l'escalier adossé à la façade qui conduit à droite à la « chapelle Notre-Dame-des-Sep- douleurs », dite « chapelle des Francs ». Cette chapelle permettait aux pèlerins d'accéder à la chapelle du Calvaire et de toucher le rocher du Golgotha, d’y accomplir leurs vœux et d’obtenir les indulgences même si la basilique était fermée ou s’ils ne pouvaient payer la taxe d’entrée. Cette chapelle est actuellement la station X de la Via Dolorosa où selon la tradition Jésus aurait été dépouillé de ses vêtements. En dessous se situe un oratoire grec orthodoxe dédié à sainte Marie l'Égyptienne.

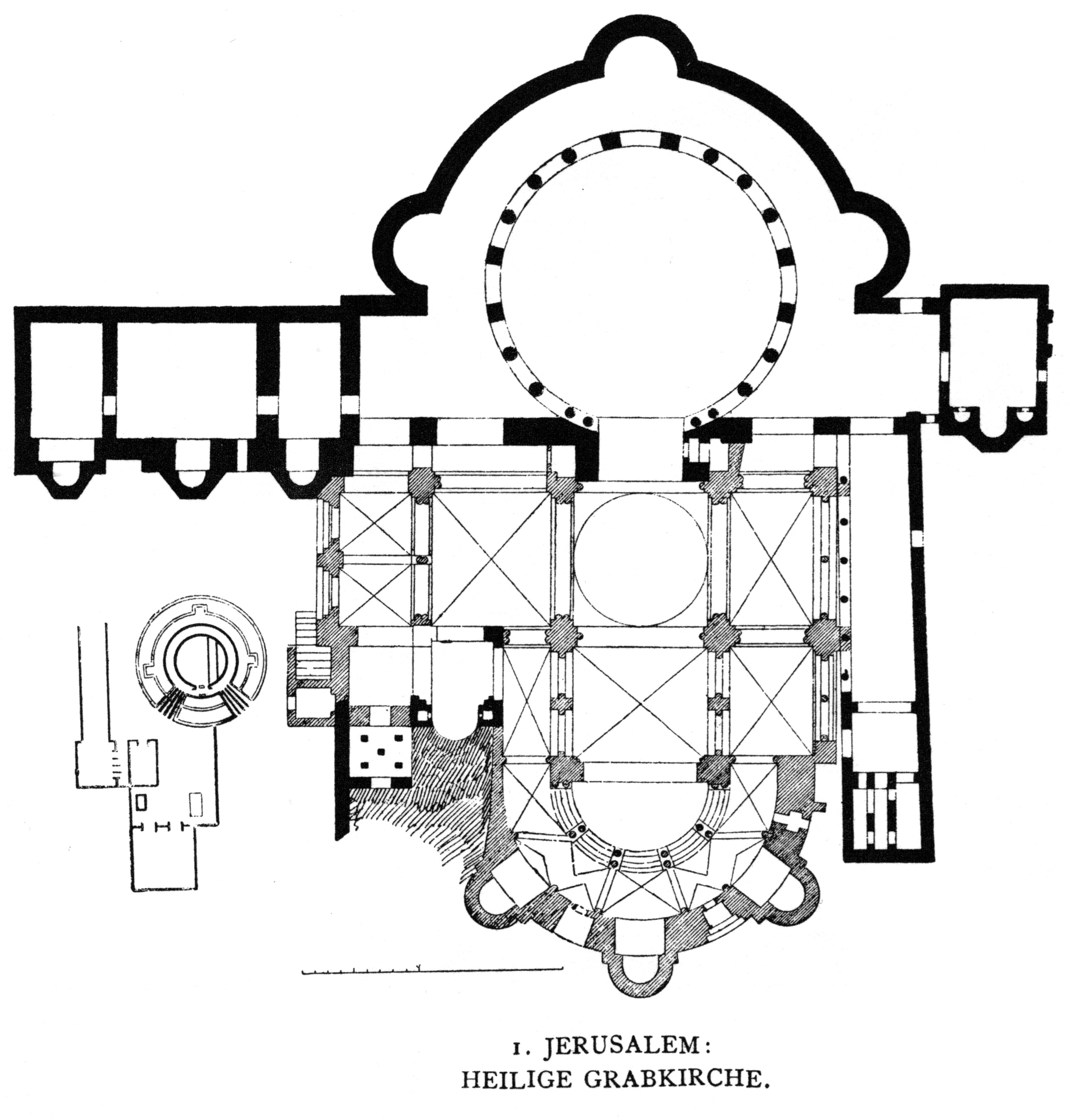
Plan de l'église du Saint-Sépulcre.

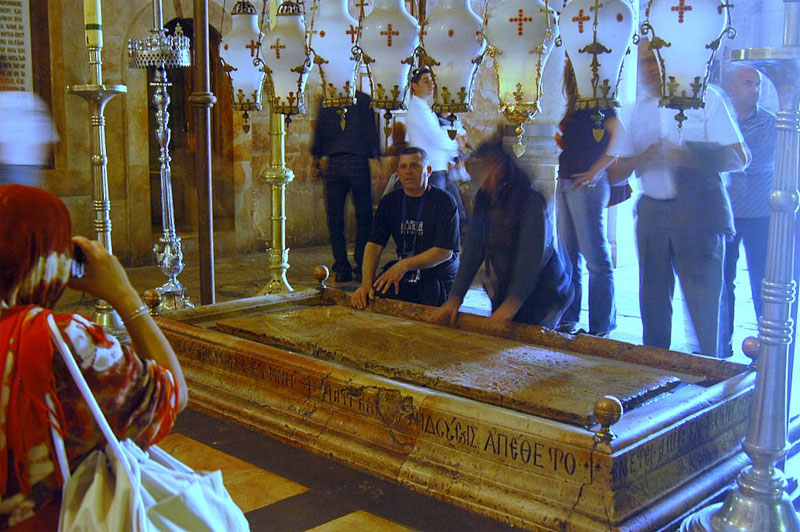
La Pierre de l'Onction qui est selon la tradition l'endroit où le corps de Jésus fut préparé avant son ensevelissement. C'est le lieu de la 13e station du Chemin de croix.

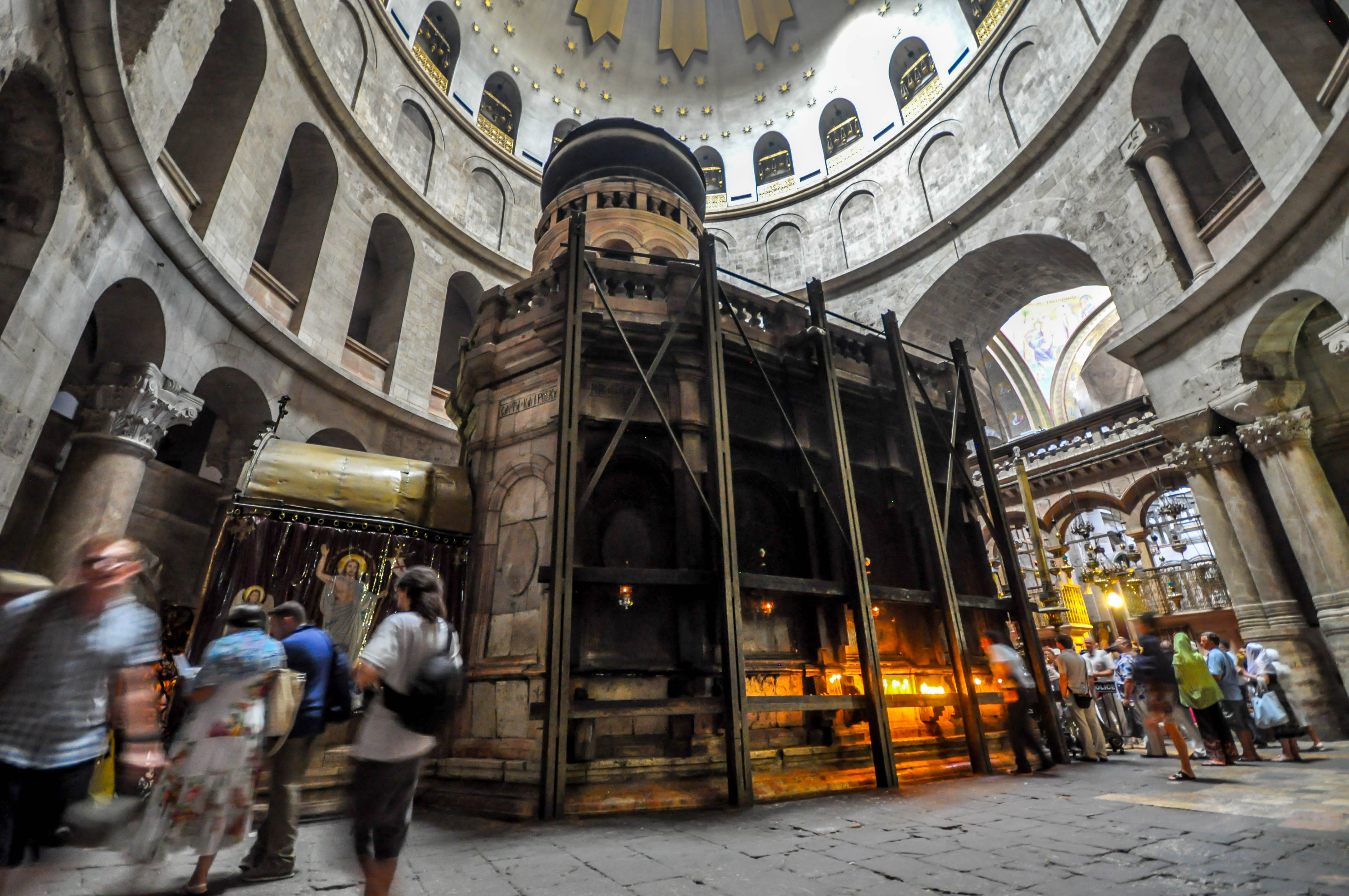
Édicule abritant la Tombe du Christ avec au-dessus le dôme de la rotonde visible. La chapelle de la Tombe est le lieu de la 14e station du Chemin de croix.

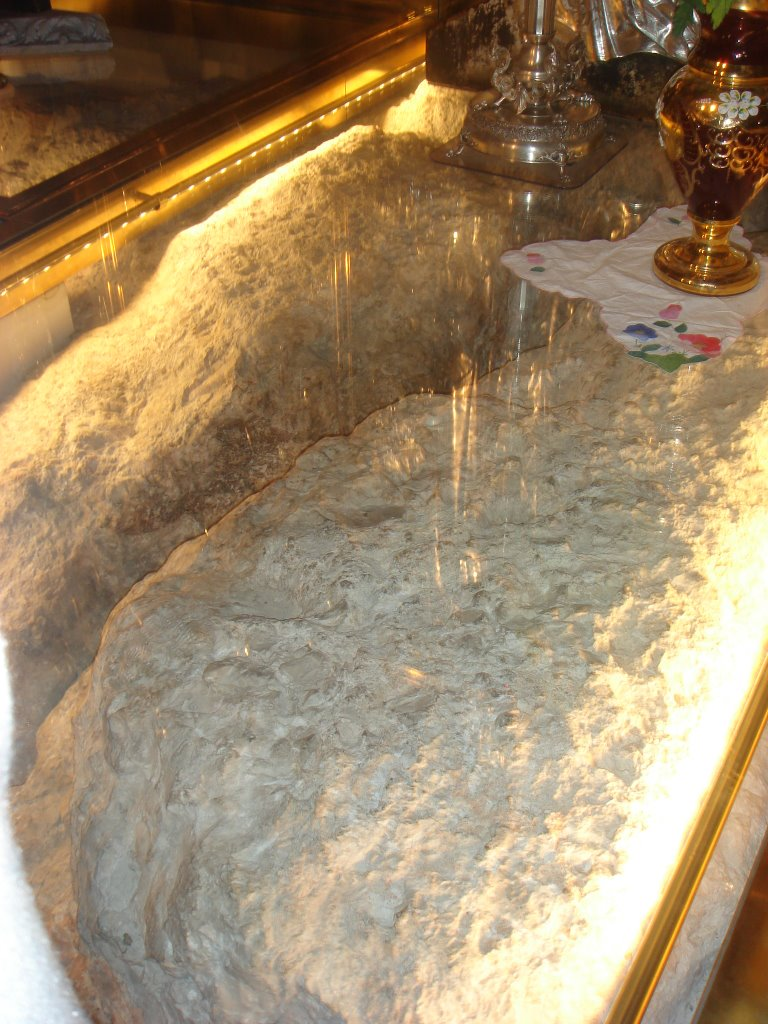
Dans la chapelle du Golgotha, la crevasse du rocher est couverte de gouttes de cire tombées des petits cierges que penchaient les fidèles pour mieux voir la fissure, avant que cette relique ne soit vitrée.

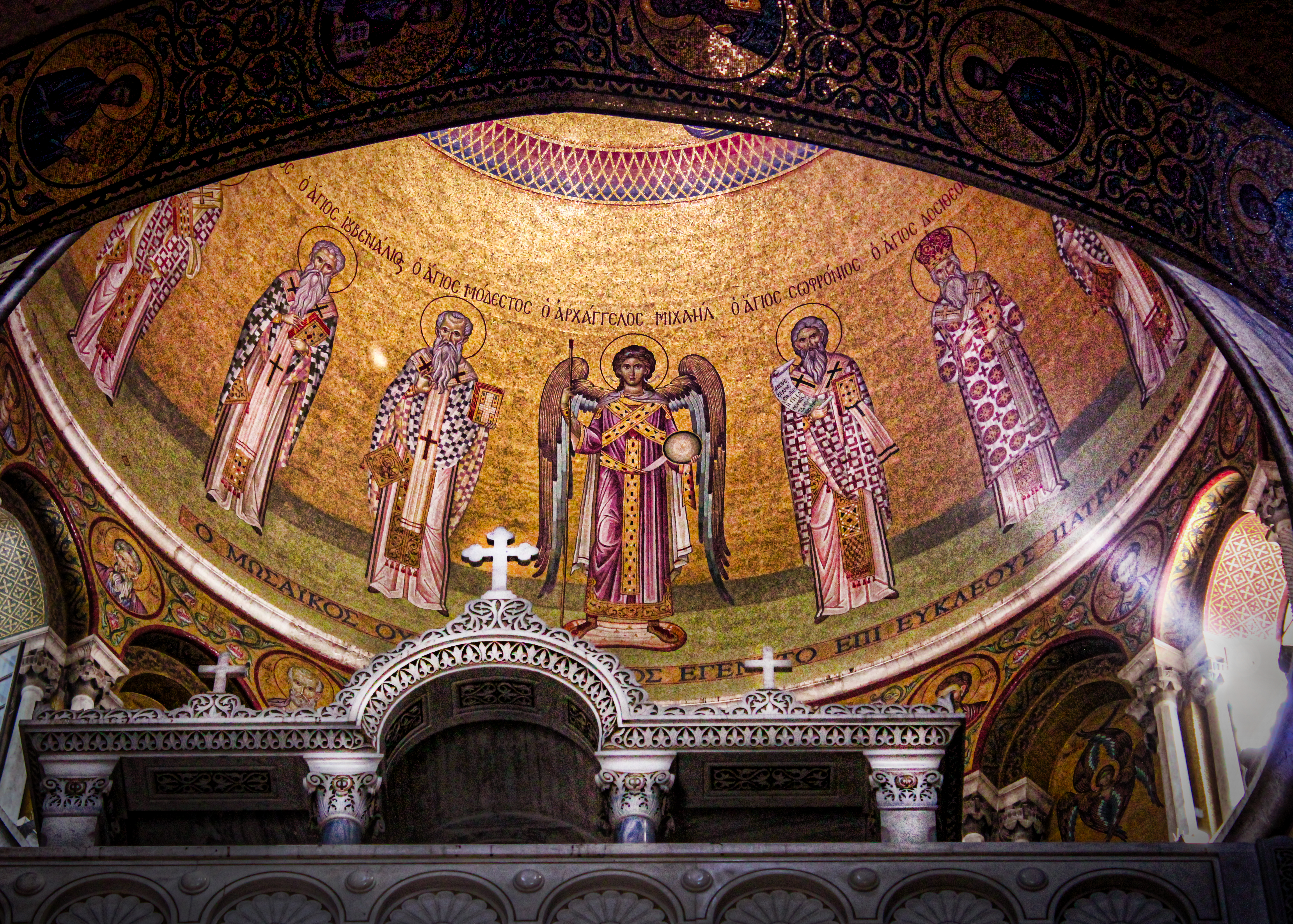
Le dôme de l'église du saint-sépulcre. Juillet 2012.

Actuellement, le Saint-Sépulcre se divise en cinq grandes sections : le Golgotha, la Tombe, la Basilique, le Corridor et la Crypte de la Croix.
Six groupes religieux chrétiens se partagent son espace :
- les catholiques romains,
- les Grecs orthodoxes,
- les Arméniens apostoliques,
- les Syriaques orthodoxes,
- les Coptes,
- les Éthiopiens orthodoxes.

À l’intérieur, proche de l’entrée, se trouve la Pierre de l'Onction, dite aussi « Pierre de l’Embaumement » dont la tradition en fait l’endroit où le corps de Jésus fut préparé par Nicodème et Joseph d'Arimathie avant d’être inhumé.
La Rotonde d’Anastasis se trouve sur la gauche de l’entrée du Saint-Sépulcre juste en dessous du plus grand des deux dômes de l'église. Elle est formée au sol de l'alternance de groupes de trois colonnes et de paires de piliers carrés en marbre (ces supports, emprisonnés dans de larges blocs carrés pour résister aux séismes, sont décorés par des chapiteaux modernes sculptés dans le style byzantin). Ces supports soutiennent à l'étage une galerie de 16 colonnes et de 17 arcades (cet étage abrite une tribune au-dessus du déambulatoire et qui est réservée aux Arméniens et aux Latins), puis un niveau de fenêtres murées, enfin des niches correspondantes aux arcades s'élèvent au-dessus de la frise de la dernière galerie. Sur l'arc de ces niches prend naissance le dôme décoré en 1997 d'une étoile à 12 branches symbolisent les 12 apôtres. La restauration de la Rotonde achevée dans les années 1990 a montré que ces supports étaient initialement beaucoup plus élevés et que les Croisés ont réduit leur hauteur de moitié, les deux colonnes près de l’autel de sainte Marie-Madeleine étant probablement les deux parties d’une seule et même colonne appartenant au premier complexe constantinien ou au temple d’Hadrien. Son diamètre est de 20,9 m et la coupole culmine à 21,5 m du sol. À sa périphérie, le déambulatoire qui permettait aux pèlerins de tourner autour du sanctuaire, est désormais réservé aux sacristies grecque, arménienne et copte. En son centre se trouve l'Édicule du Saint-Sépulcre qui a été réalisé par les Grecs Orthodoxes après l'incendie de 1808, remplaçant celui des franciscains du XVIe siècle. Il abrite le Saint-Sépulcre, la tombe de Jésus, constituée de la chapelle de l’Ange (de la Résurrection) et de la chambre funéraire. L'entrée de l'édicule est attribuée aux Grecs orthodoxes, un moine pressant la foule pour écouler le flot ininterrompu des visiteurs. L'arrière est occupé par un autel copte, ces chrétiens d'Égypte obtenant la permission du gouvernement turc de l'ériger pendant l'emprisonnement des Franciscains (1537-1540).
Le statu quo donne des droits aux Orthodoxes, aux Catholiques ainsi qu’à l’Église Apostolique arménienne à l'intérieur du tombeau. Les trois communautés peuvent y célébrer la Divine Liturgie ou la Messe tous les jours. Il est aussi utilisé dans le cadre d'autres cérémonies pour des occasions spéciales, notamment la cérémonie du Samedi saint ou bien encore la cérémonie orthodoxe du feu sacré célébrée par le patriarche orthodoxe grec de Jérusalem.
Une chapelle copte, sur le bas-côté occidental de l'édicule et protégée par un treillage en fer, abrite un fragment de pierre demi-circulaire taillé dans un ancien monument visible sous l’autel qui est utilisé par les coptes orthodoxes.
À l'ouest des piliers de la Rotonde se trouve la chapelle dite « des Syriens » (les Orthodoxes syriaques y célèbrent leur liturgie chaque dimanche) taillée très irrégulièrement à la main et qui, selon la tradition, est le tombeau de Joseph d'Arimathie (deux chambres funéraires de type kokhim auraient abrité la tombe de Joseph d'Arimathie et de Nicodème). La dispute de droits entre Syriens et Arméniens explique la dégradation de cette chapelle sombre et mal entretenue, marquée encore par l'incendie qui a ravagé le Saint-Sépulcre en 1808.
À la droite du Sépulcre, sur la partie sud-est de la Rotonde on peut voir la chapelle de l'Apparition réservée aux catholiques.
L’arche byzantine relie la Rotonde, construction du VIe siècle, à l’ouest et l’église croisée, du XIIe siècle, à l’est. Sur le côté est, face à la Rotonde, se trouvait jadis le Chœur des Chanoines de la basilique des Croisés et qui correspond aujourd'hui au catholicon grec orthodoxe au centre de la basilique, ce vaste espace au sol de marbre entouré d'un mur étant la plupart du temps fermé au public. Il abrite l'autel principal de l'église, la liturgie y est assurée en majeure partie par des moines grecs-orthodoxes et présidée par le patriarche grec-orthodoxe de Jérusalem. Il est surmonté d'une coupole à tambour, recouverte d'une récente mosaïque de style byzantin représentant le Christ pantocrator entouré par les évêques et les patriarches de Jérusalem, ses pendentifs représentant les évangélistes. Lors des fouilles de 1967 et 1968, l'architecte grec Athanasios Economopoulos a trouvé sous le sol, à hauteur de l'abside croisée, l’abside de l'église des Martyrion construite par les architectes de Constantin. L’abside de l’église, orientée vers l’est, fut restaurée en 1850, puis rénovée à nouveau dans les années 1980. Le centre de l’église est marqué d’une pierre ronde, qui représente l’Omphalos Mundi, le nombril du monde pour les chrétiens. À l'est, on peut voir une grande iconostase, qui délimite le sanctuaire orthodoxe grec, et qui était auparavant le trône patriarcal, ainsi que le trône pour les célébrations épiscopales.
À l'est du catholicon, se succèdent les chapelles de la Sainte prison (se référant à la nuit de détention que Jésus passa après son arrestation à Gethsémani), de saint Longinus, du Partage des Vêtements de Jésus et de la Colonne des Injures.
Sur le côté sud, on accède, via le déambulatoire, à un escalier dont les marches sont recouvertes de plaques de marbre pour éviter les dégradations et qui mène à la chapelle du Calvaire (ou du Golgotha) aménagée par les Grecs orthodoxes après l'incendie de 1808 et divisée en deux petites nefs par deux piliers, l'une appartenant aux Grecs orthodoxes, l'autre aux Latins (à la custodie franciscaine de Terre sainte). Le rocher du Calvaire est un bloc de mauvais calcaire issu de la carrière dont les architectes constantiniens ont aplani les aspérités naturelles et taillé les côtés : sa hauteur totale fait en moyenne 11 m, dont 4,50 m sont présentement au-dessus du sol de l'église. Son diamètre varie de 5 à 7 m en raison de sa forme irrégulière. Partie la plus luxueusement décorée de l'église, l'autel du Calvaire appartient aux Orthodoxes grecs et est associé à la station XII de la Via Dolorosa correspondant au lieu de la crucifixion de Jésus selon la tradition. L'autel de la Crucifixion à droite appartient aux Franciscains et est associé à la station XI de la Via Dolorosa où selon la tradition fut cloué sur la Croix à même le sol. Des disques en marbre noir de chaque côté du maître-autel de la chapelle du Calvaire, marquent les trous dans lesquels auraient été placées les croix des deux larrons crucifiés avec Jésus, Kestas et Dismas. Les pèlerins touchent et embrassent la roche grâce à un trou dans le disque d’argent enchâssé dans les dalles de marbre sous cet autel, le rocher étant également visible à travers des plaques de verre sur les côtés de l’autel. Devant l'iconostase dorée, le Christ en croix est entouré de deux statues en argent, la vierge Marie et son disciple préféré, saint Jean.

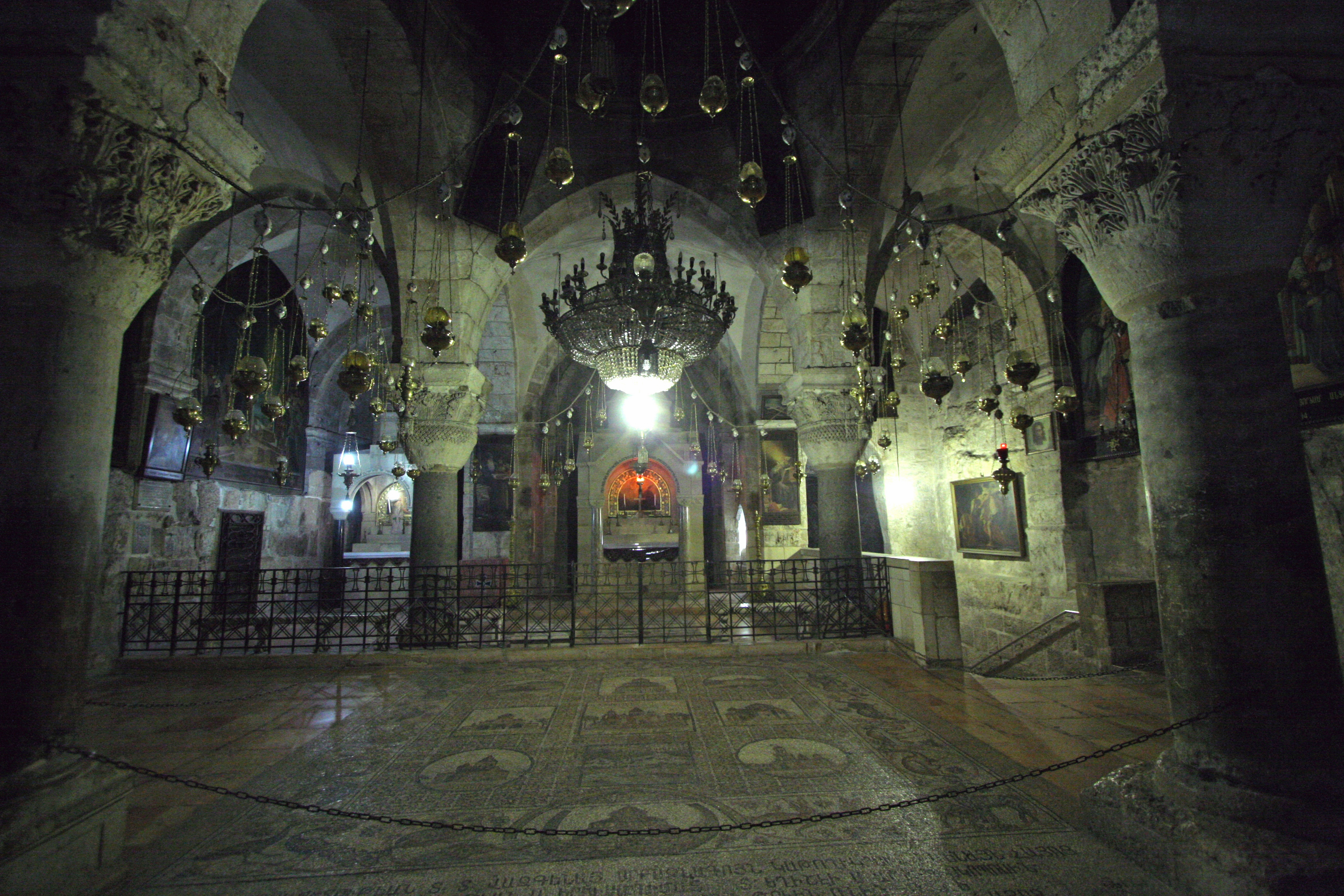
Vue de la chapelle Sainte-Hélène.

À l'est, dans le déambulatoire il y a un escalier qui descend à la chapelle Sainte-Hélène et qui appartient à l'Église apostolique arménienne et date du XIIe siècle. La chapelle comporte deux absides, l'une dédiée à sainte Hélène, l'autre au Bon larron. Son sol est recouvert de mosaïques. Une chaire au sud-ouest est, selon la tradition, celle de sainte Hélène, lorsqu'elle vint en pèlerinage à Jérusalem pour le recouvrement de la Croix. Le chroniqueur Guillaume de Tyr (1130-1186) décrit la restauration de la basilique qui est intervenue au milieu du XIIe siècle. Les croisés ont procédé à des fouilles à l'orient de la basilique pour retrouver les traces du Golgotha, et ont découvert les vestiges de l'espace clos qui entourait le temple d'Hadrien. C'est ainsi qu'ils ont décidé de vouer ce lieu à sainte Hélène et d'en faire une chapelle. D'autres fouilles en 1972-1973 ont mis au jour deux murs bas du temple d'Hadrien, la représentation d'un bateau romain du IIe siècle, et un mur plus élevé du IVe siècle qui soutenait la basilique constantinienne. Les autorités de l'Église apostolique arménienne ont récemment transformé cet espace en chapelle dédiée à saint Vartan, avec un accès au nord. Elle peut être visitée sur demande à partir de la chapelle Sainte-Hélène.
La chapelle d'Adam qui est créée artificiellement après l'invasion des Perses en 614 et qui appartient actuellement aux Grecs orthodoxes, expose derrière une vitrine le rocher d'Adam. Selon une tradition légendaire qui apparaît dans les Catéchèses de Cyrille de Jérusalem, Adam aurait été enterré dans cette chapelle et rappelé à la vie par le sang de Jésus qui aurait coulé sur sa tête par la fissure du rocher du Calvaire situé au-dessus dans la chapelle du Golgotha. Treize marches conduisent à la chapelle de l'Invention de la Vraie Croix, qui est une cave dégagée des ruines par les Croisés au XIe siècle. Selon la tradition rapportée par Eusèbe de Césarée dans sa Vie de Constantin, Hélène y aurait découvert, dans une ancienne citerne, trois croix, trois clous (le premier a été intégré dans la couronne de Fer à Monza, le second est dans la cathédrale de Milan et le troisième à Rome) et le titulus. Point le plus bas de la basilique, cette chapelle rupestre a des murs recouverts de fresques du XIIe siècle, peu visibles. Des découpes par blocs de l’ancienne carrière de pierre marquent le plafond.

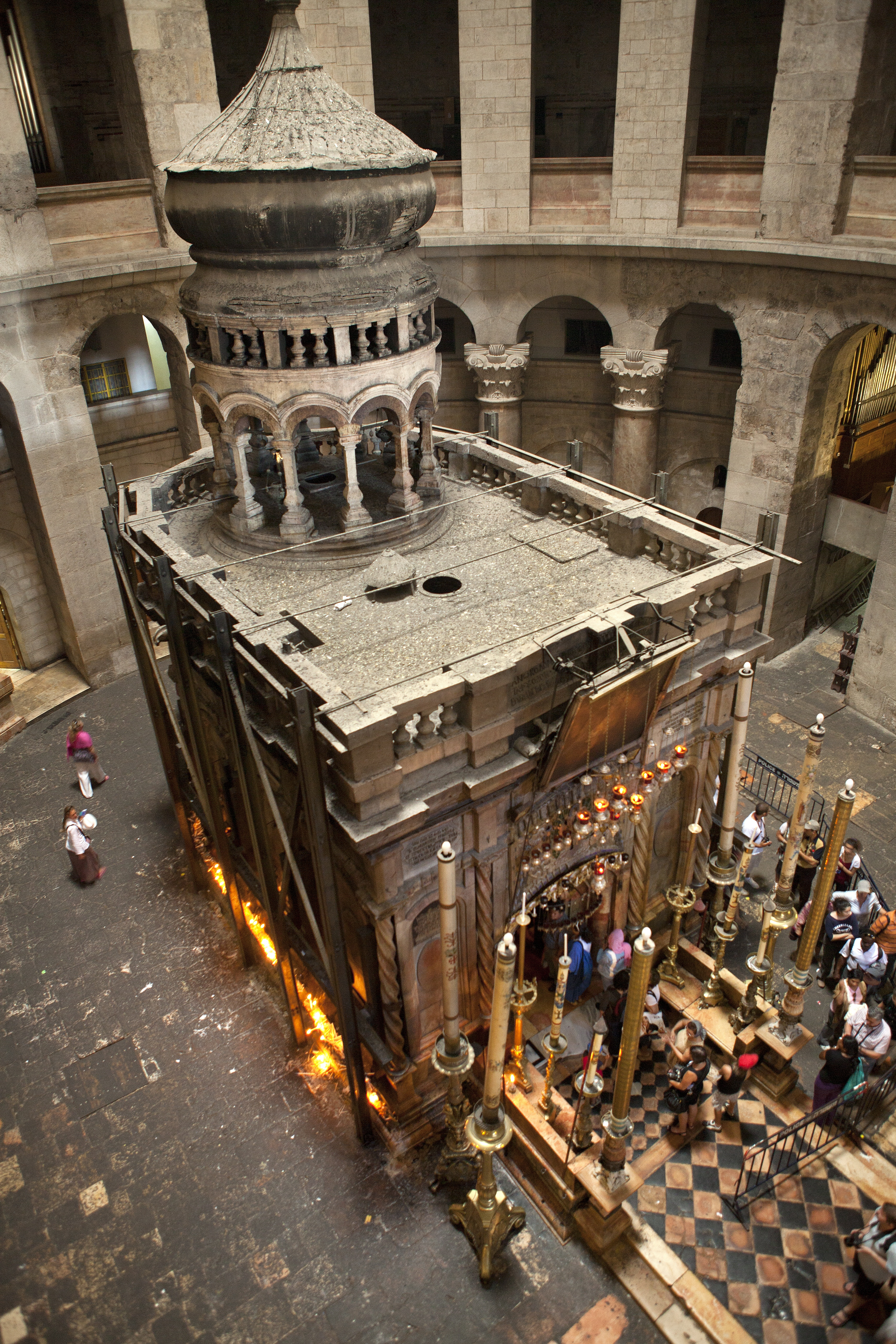
Édicule du Saint-Sépulcre
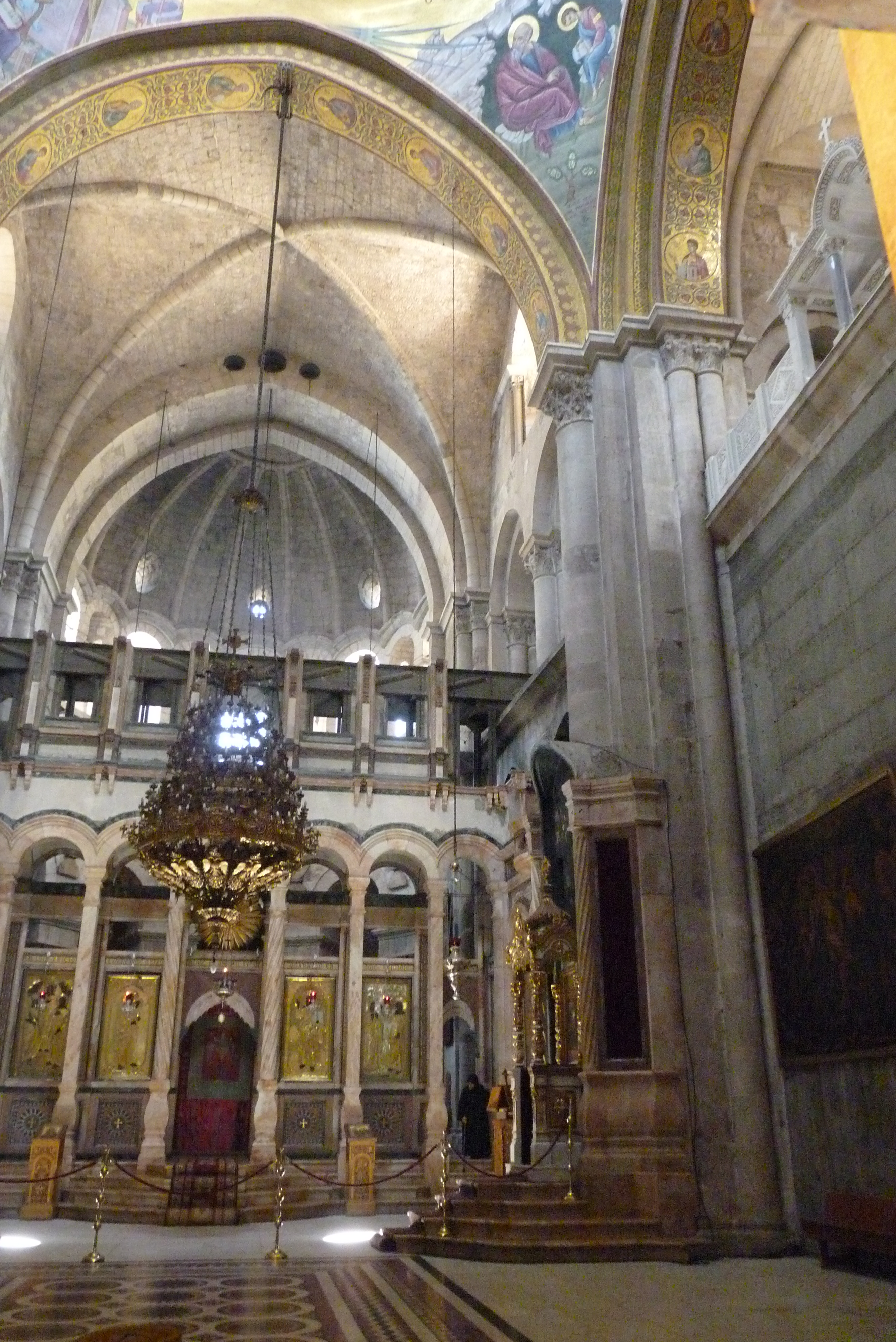
Catholicon
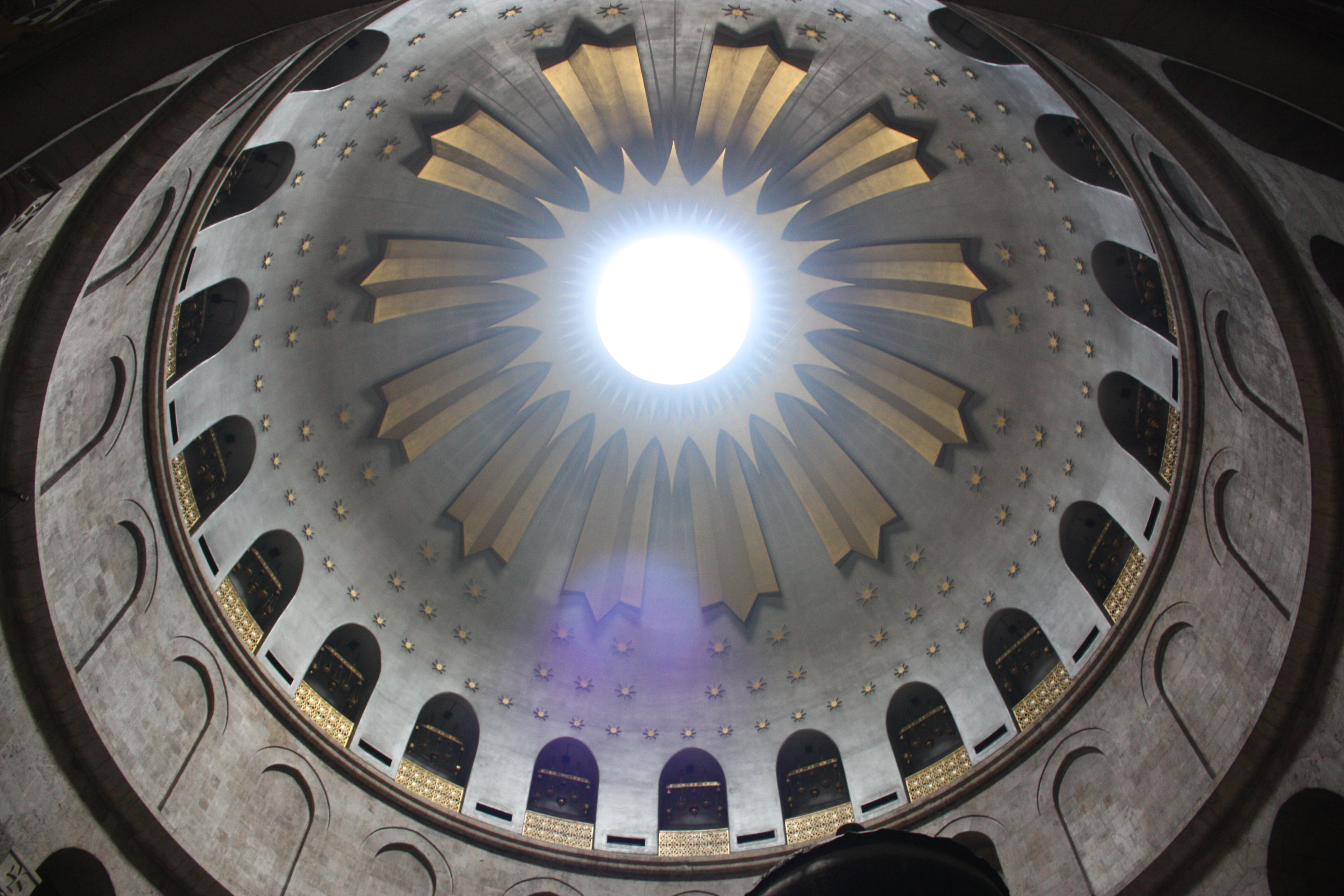
Rotonde d’Anastasis
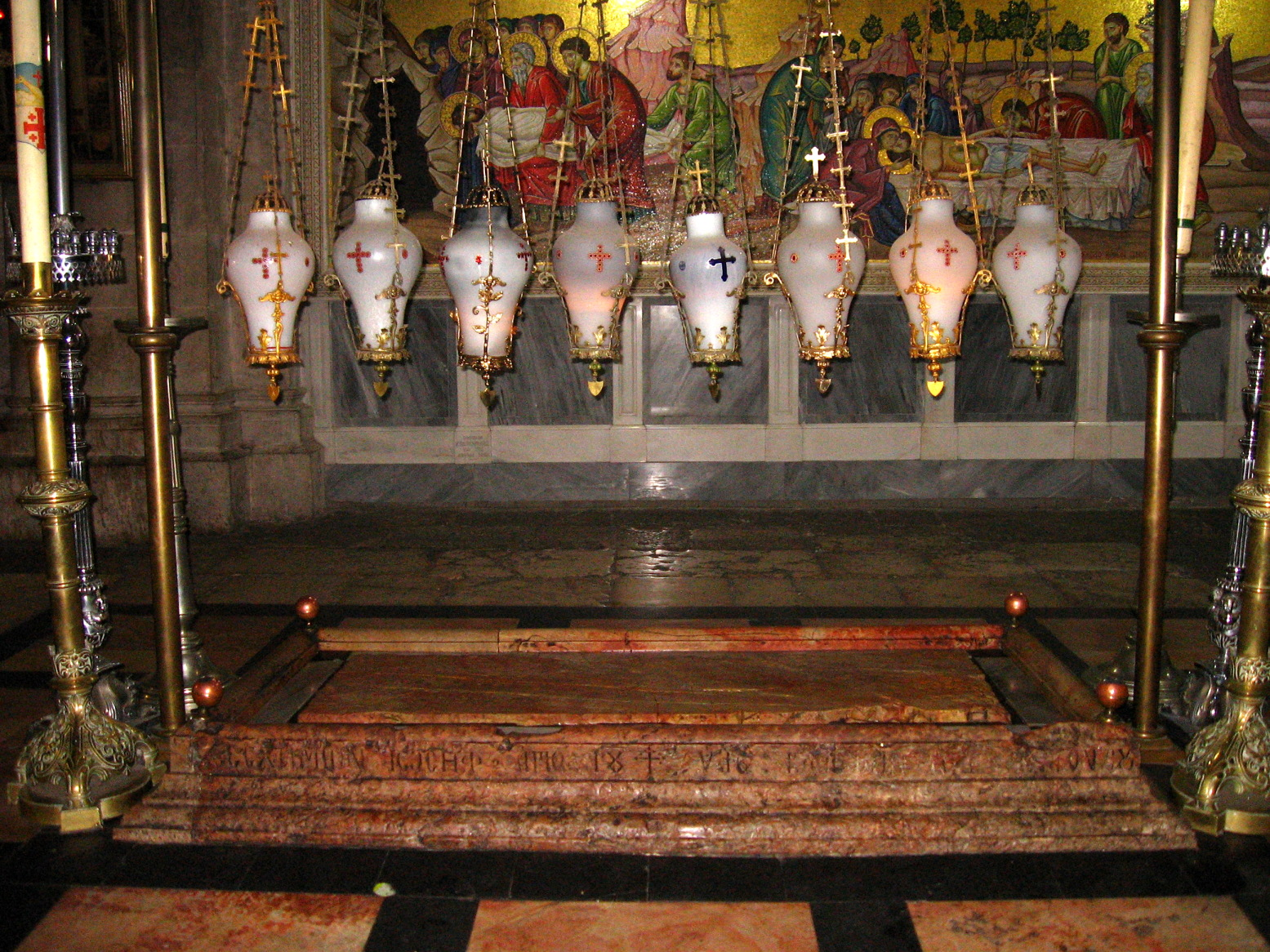
Pierre de l’Onction
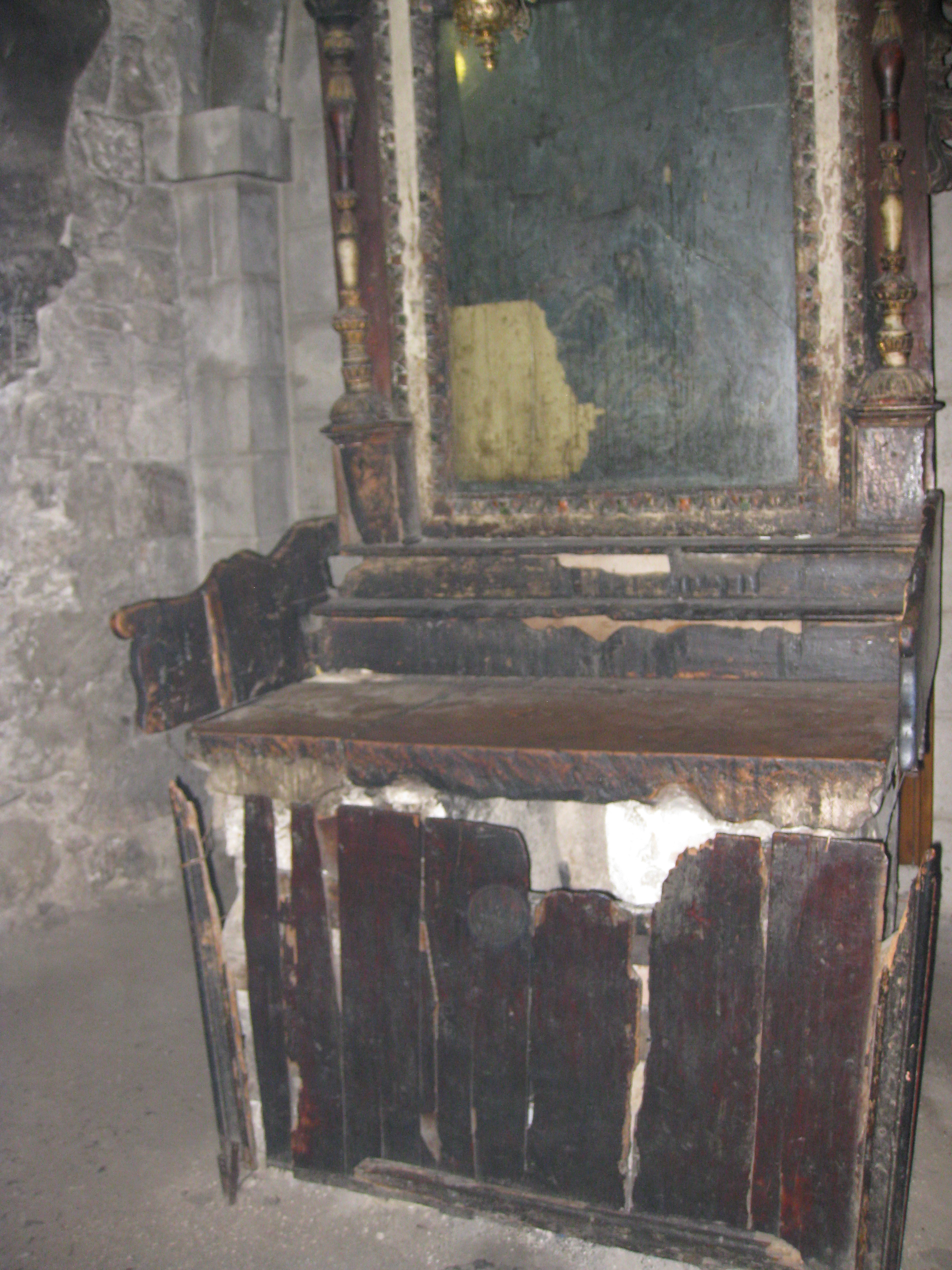
Chapelle jacobite
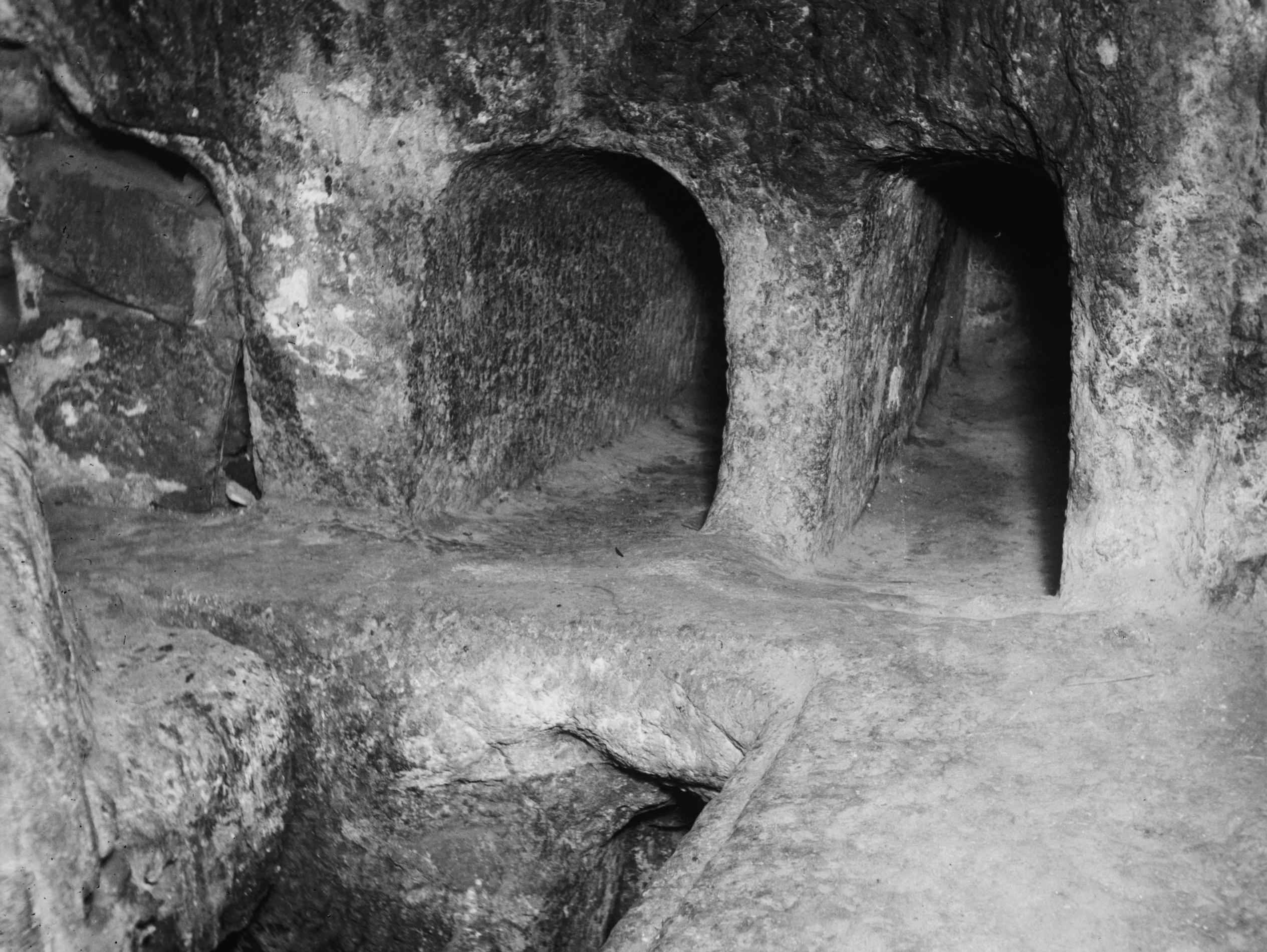
Tombe de Nicodème et de Joseph d'Arimathie
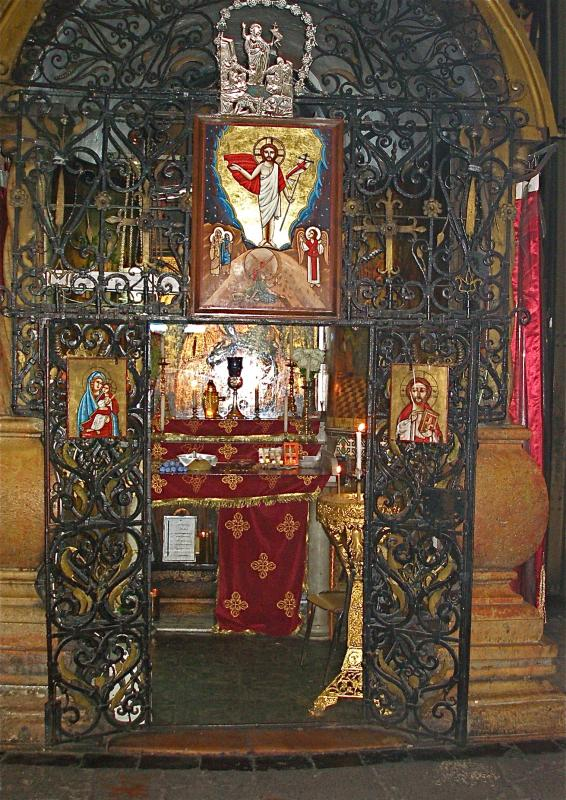
Chapelle des coptes
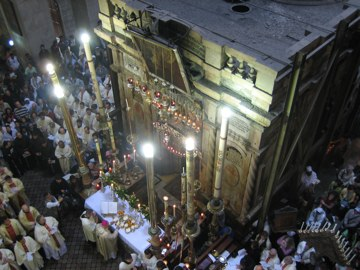
Chœur latin
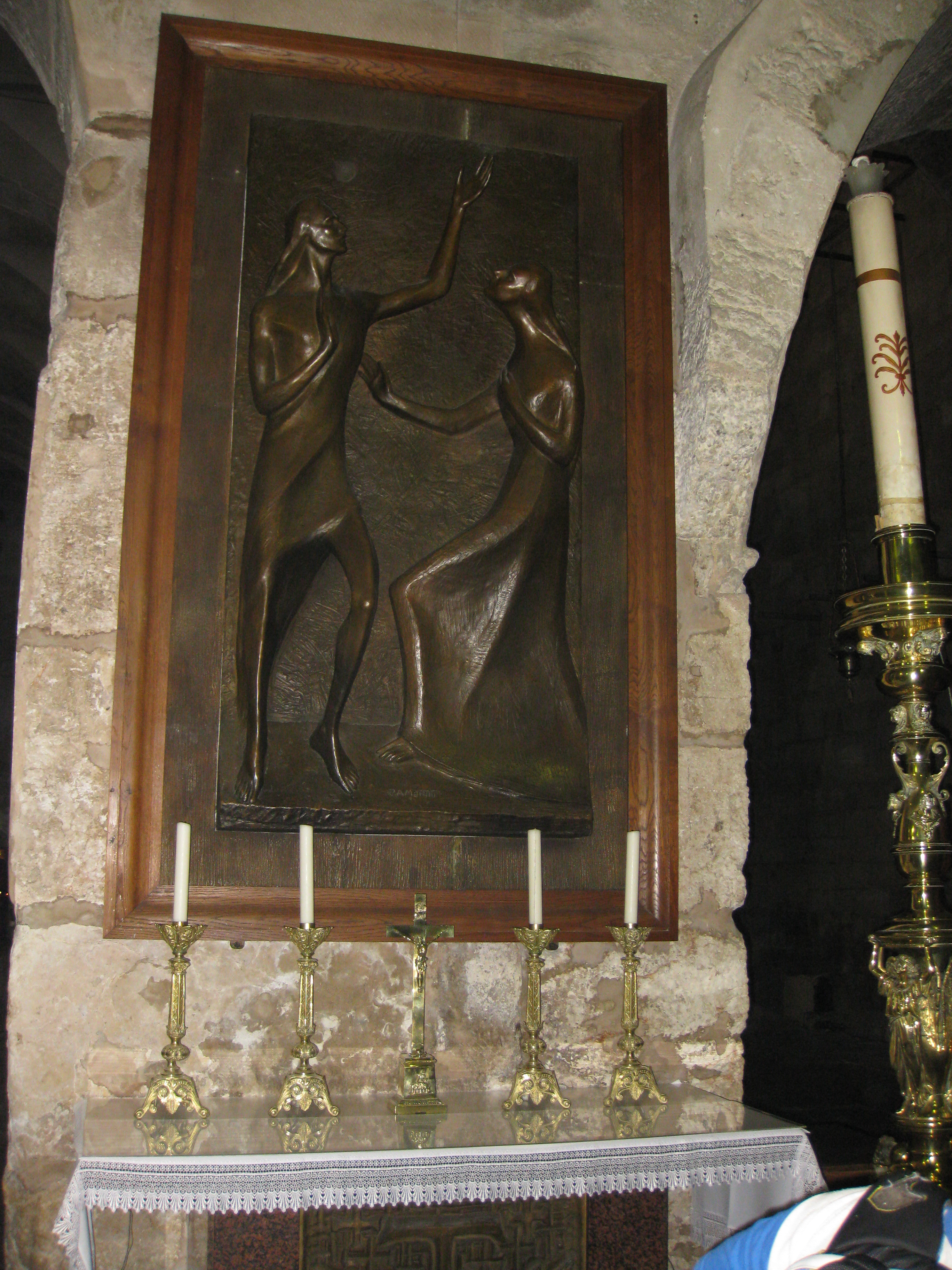
Autel de sainte Marie-Madeleine
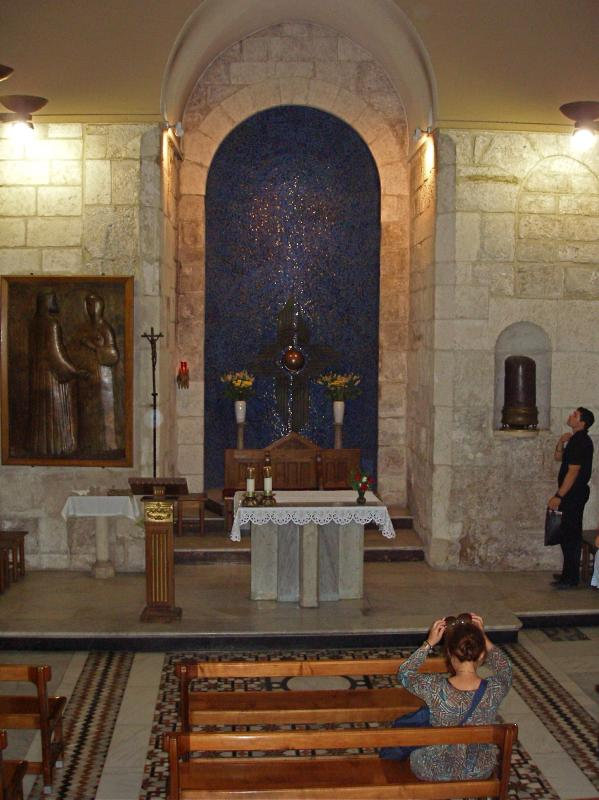
Chapelle de l'Apparition de Jésus ressuscité à sa mère
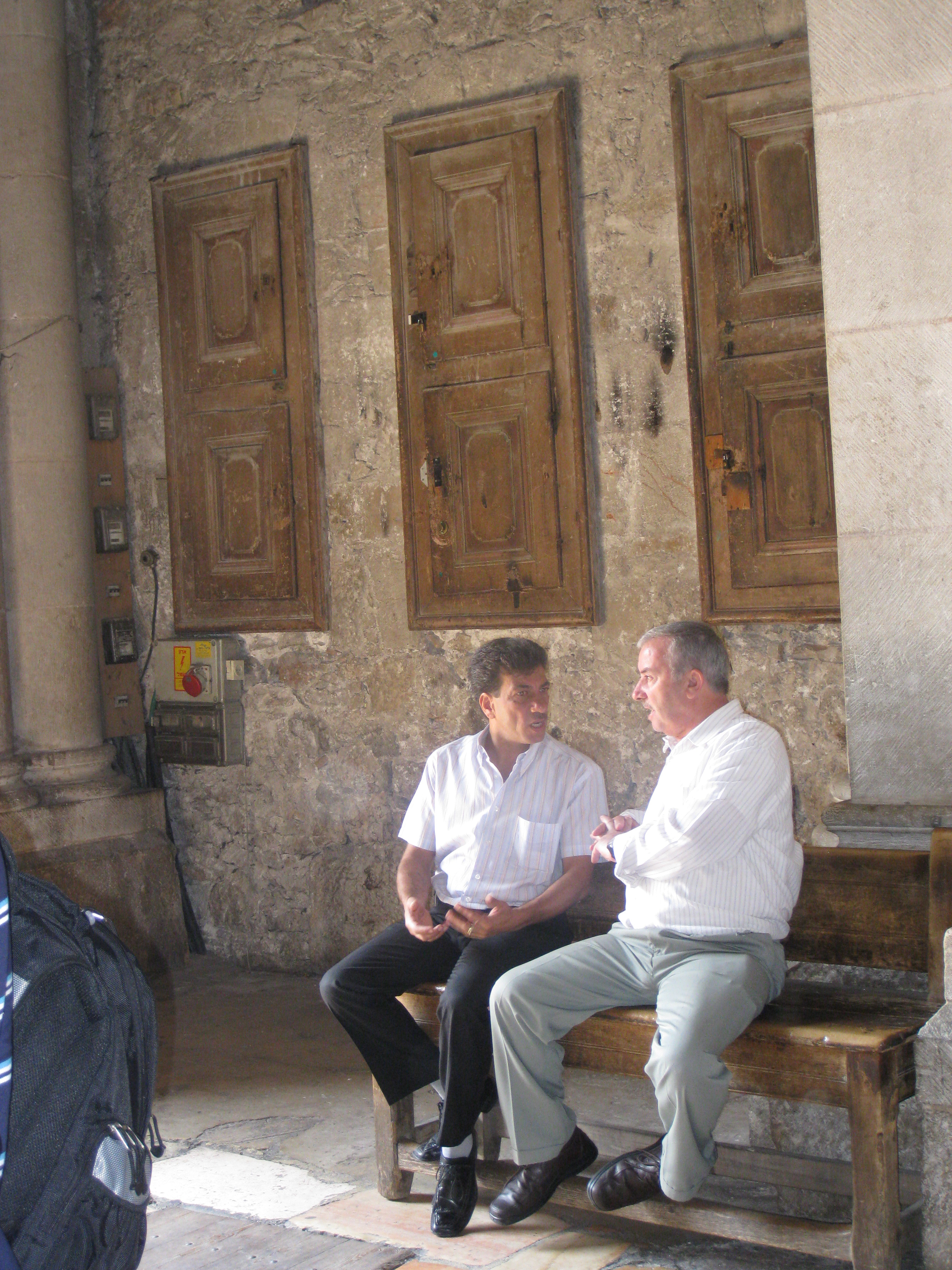
Gardiens musulmans
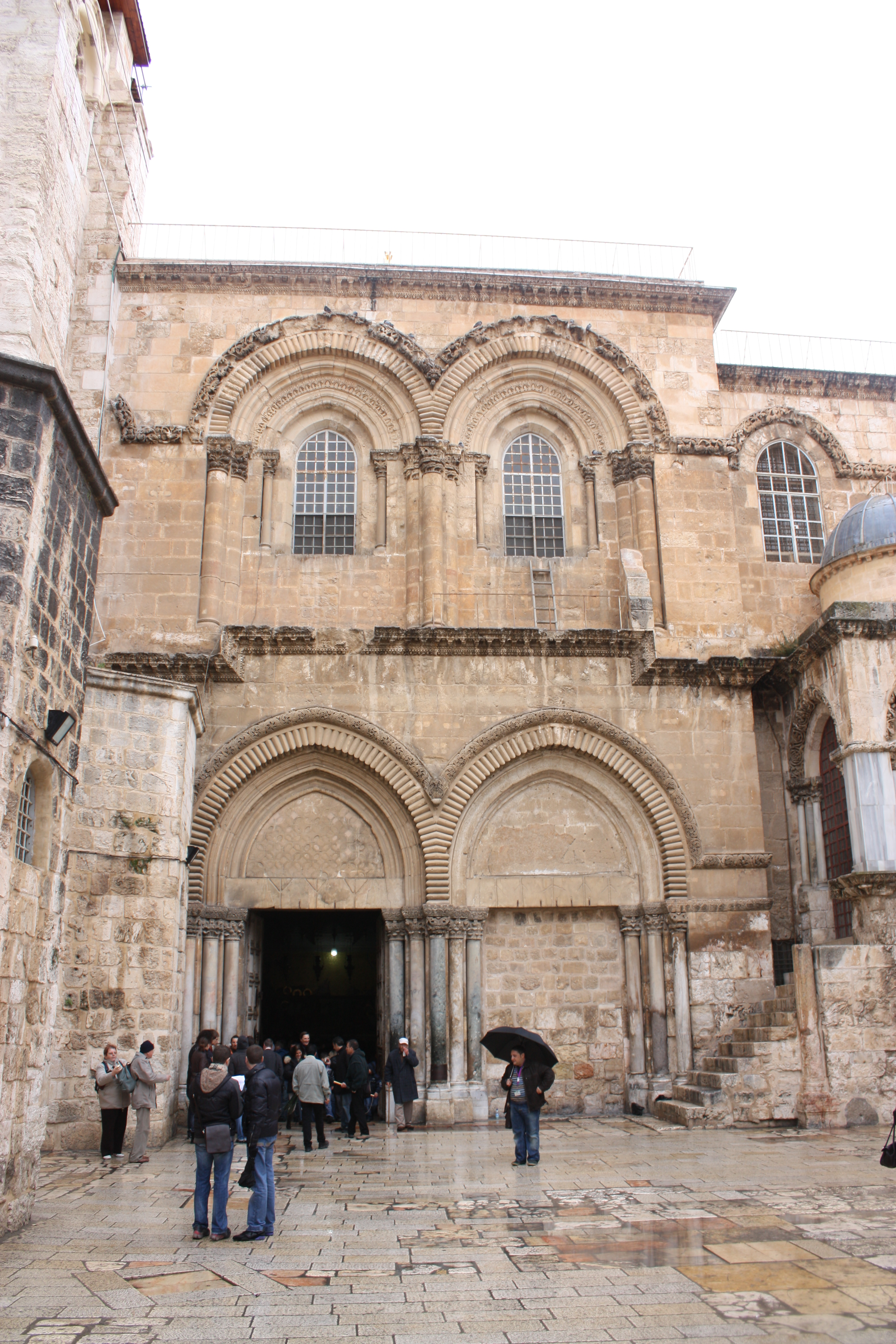
Façade : entrée de la basilique
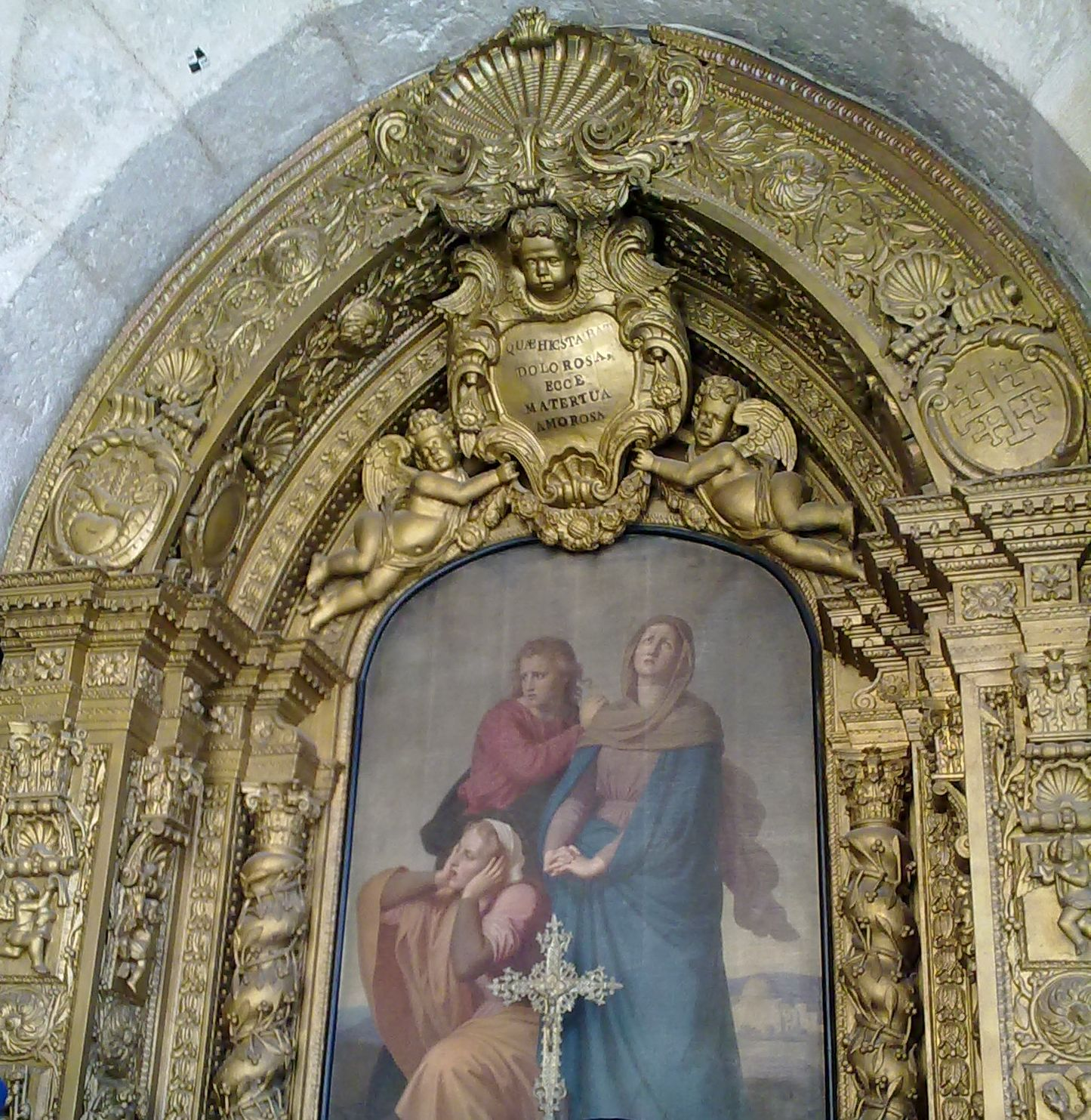
Chapelle de Notre-Dame des Sept Douleurs
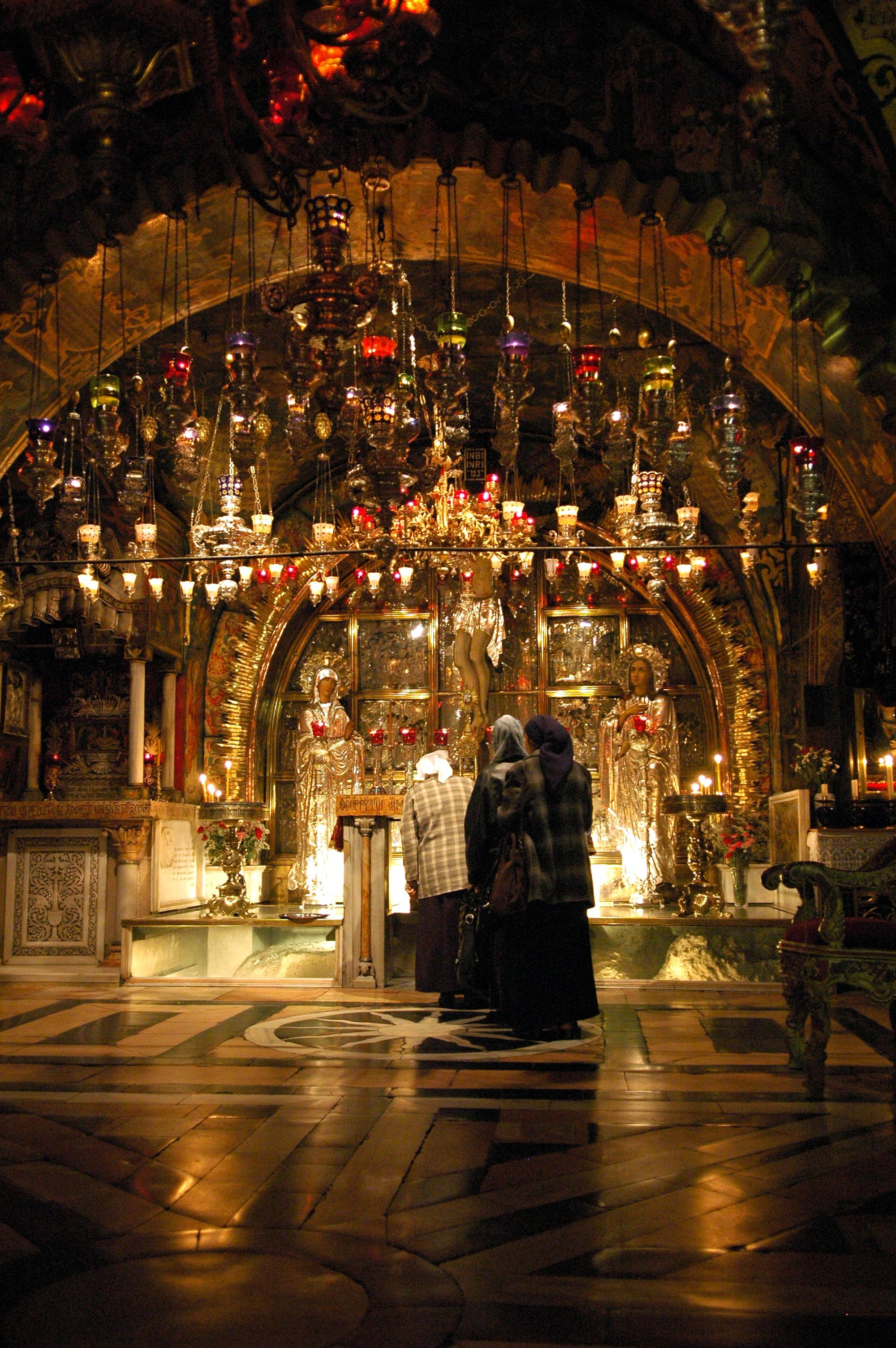
Chapelle de la crucifixion
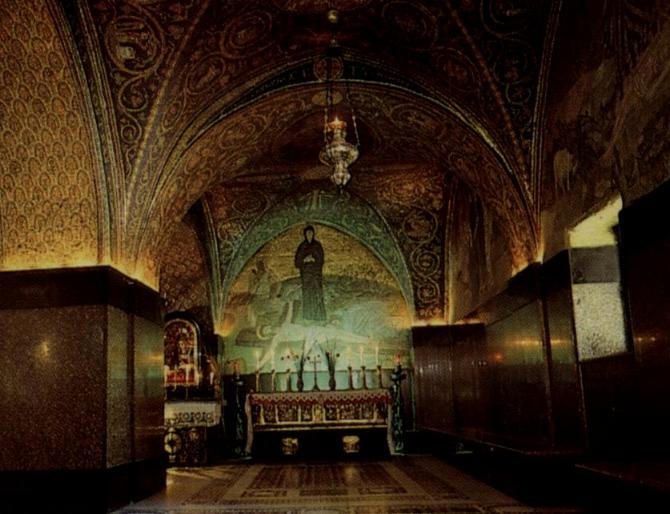
Chapelle de la mise en croix
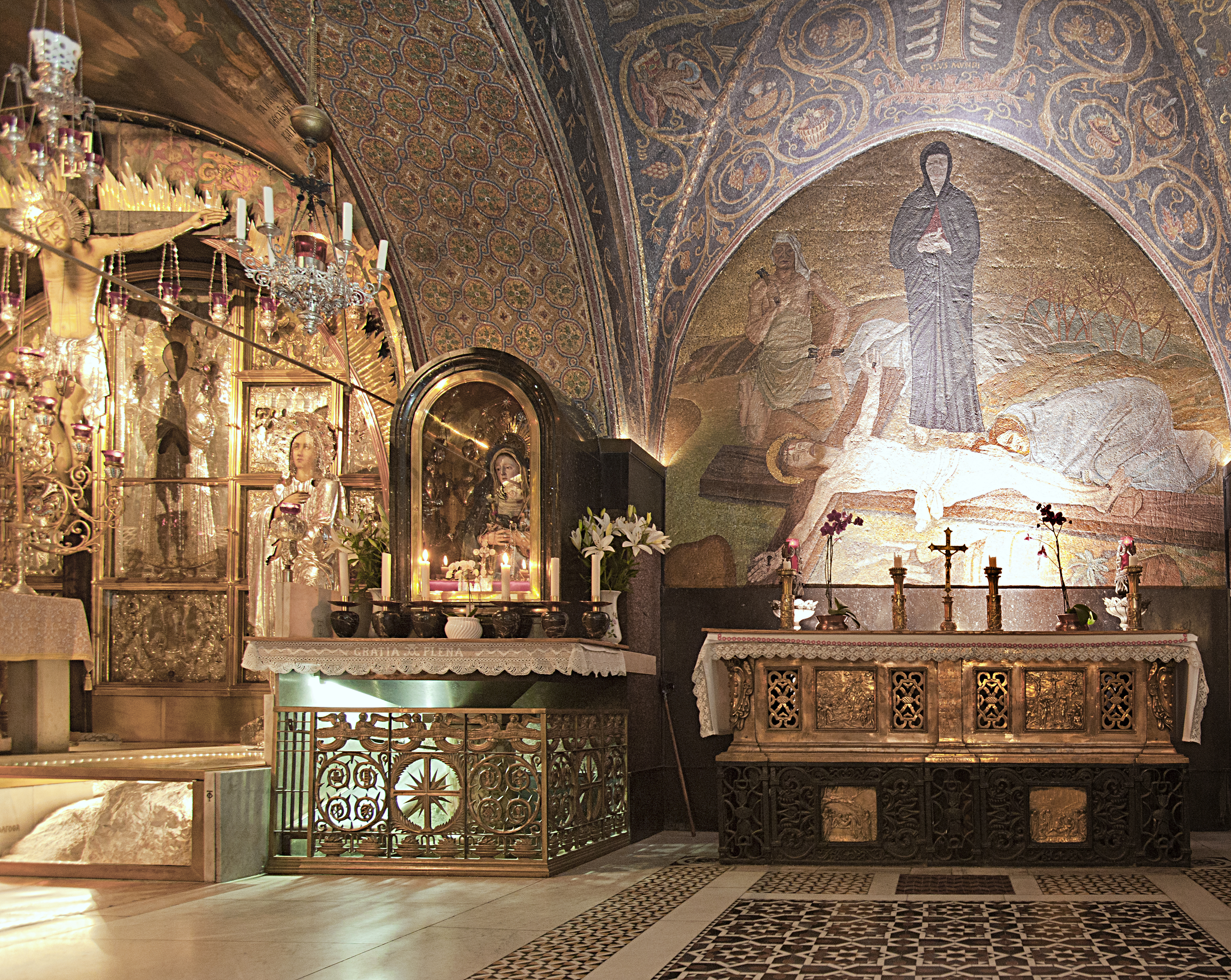
Autel du Stabat Mater et de la mise en croix
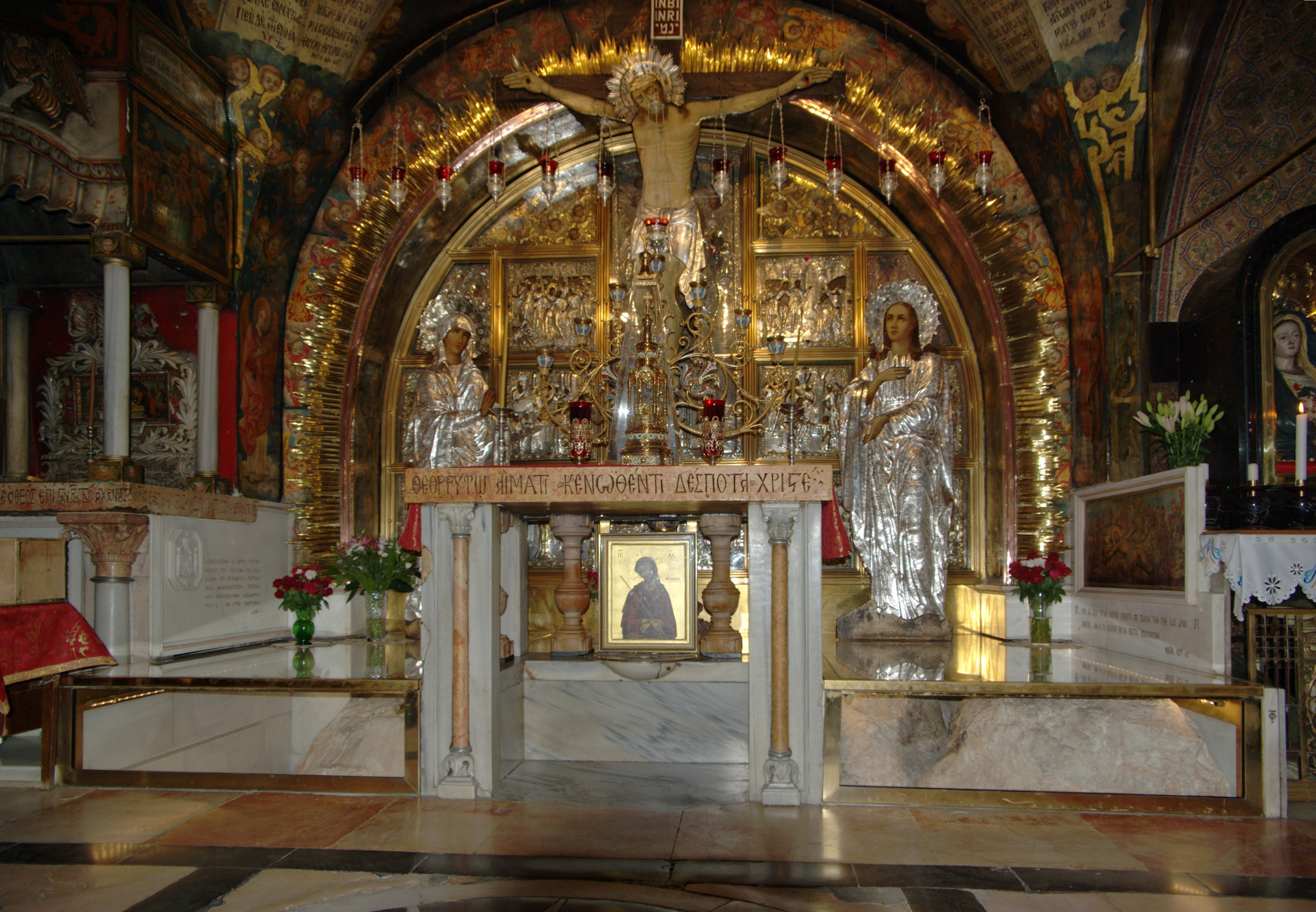
Autel de la Crucifixion
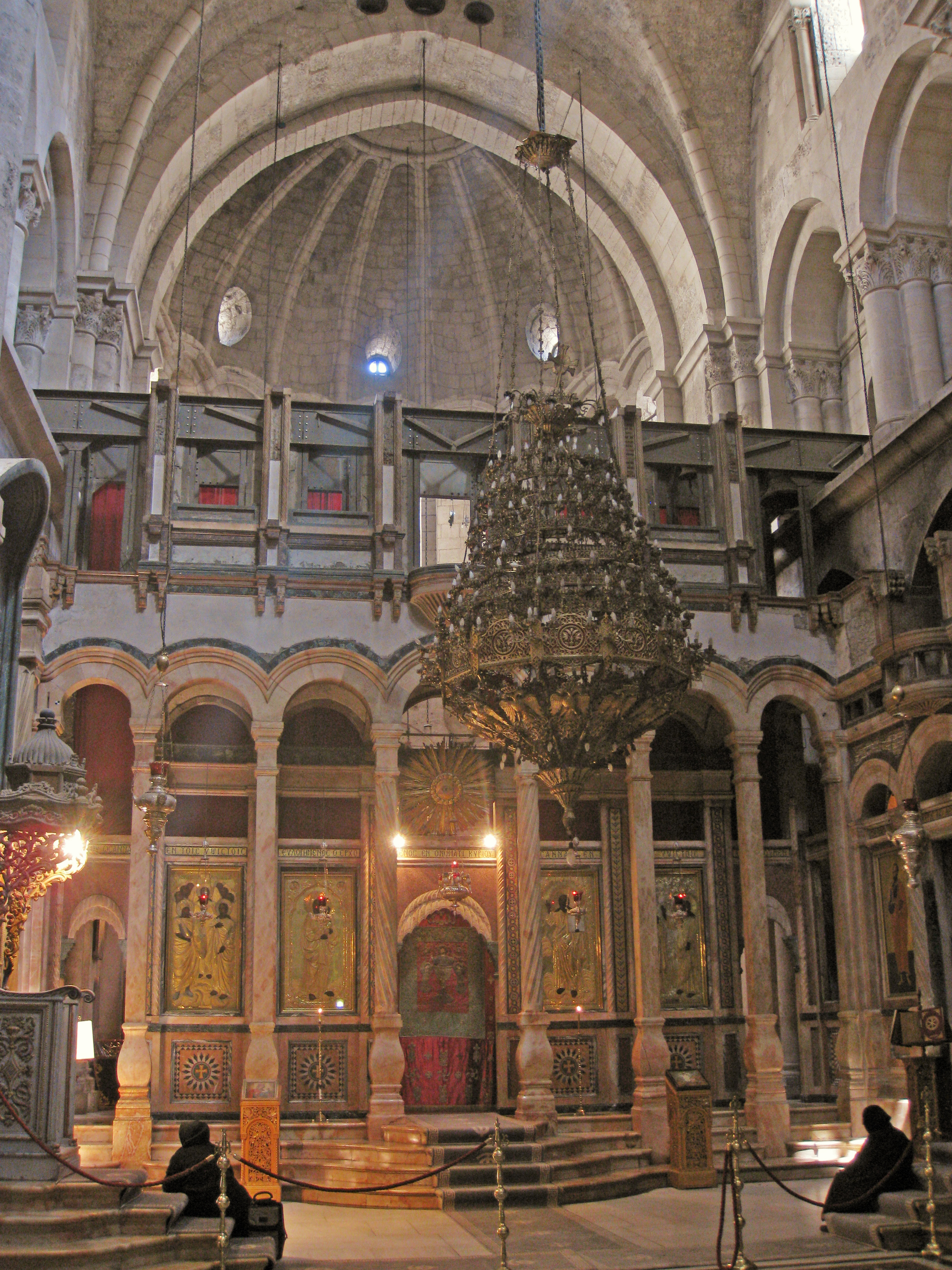
Iconostase du sanctuaire grec
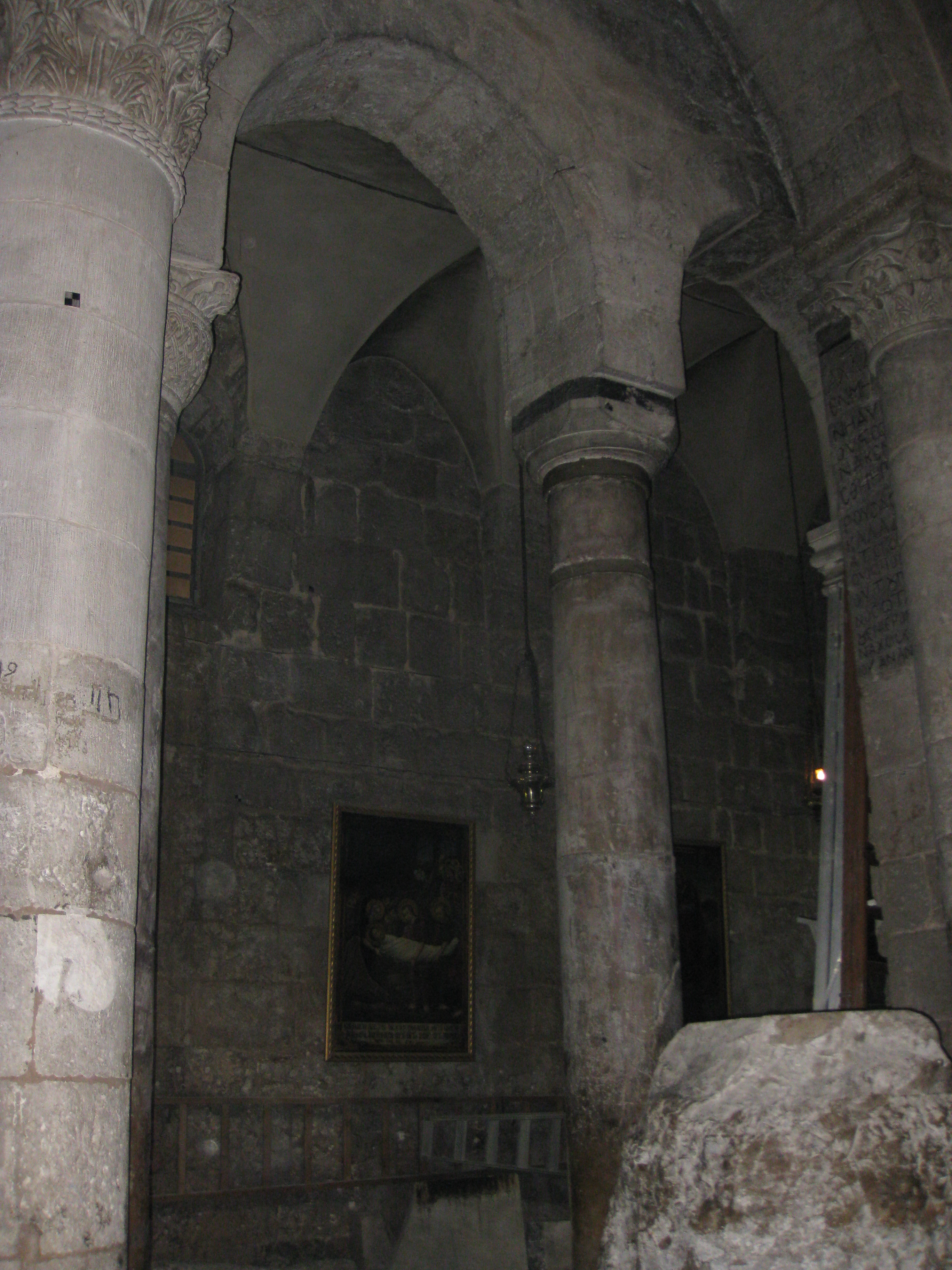
Arches de la Vierge
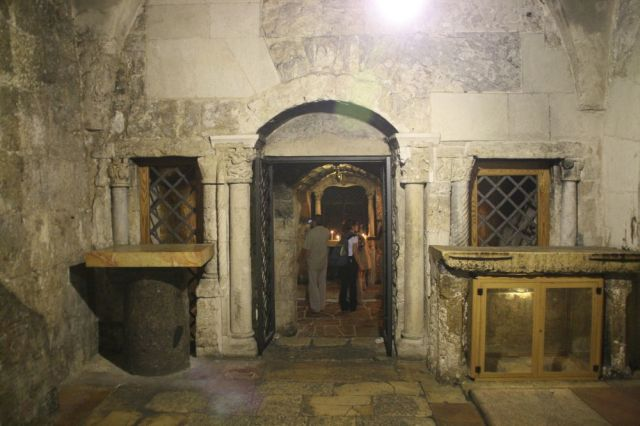
Sainte Prison
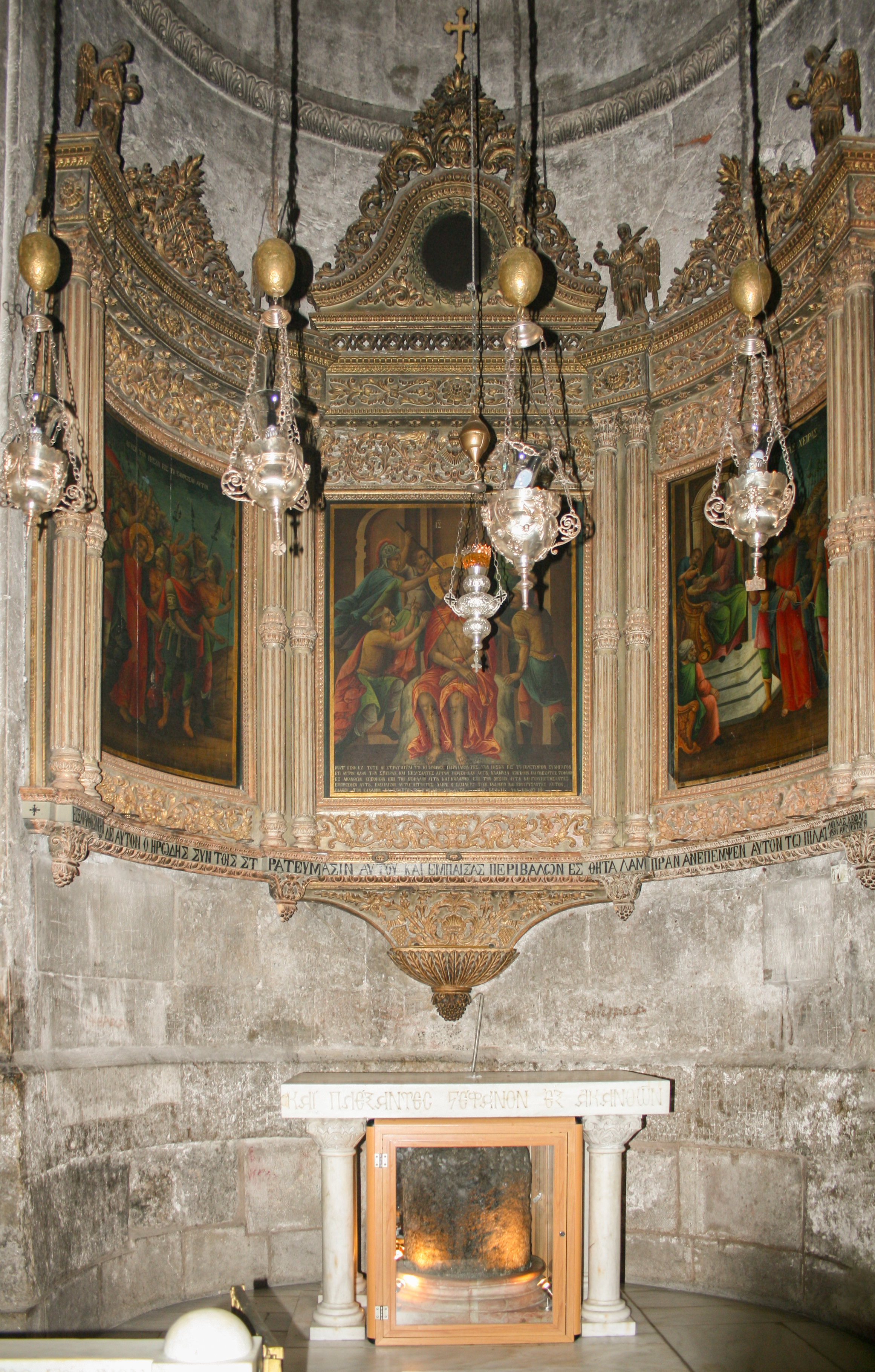
Chapelle de saint Longinus
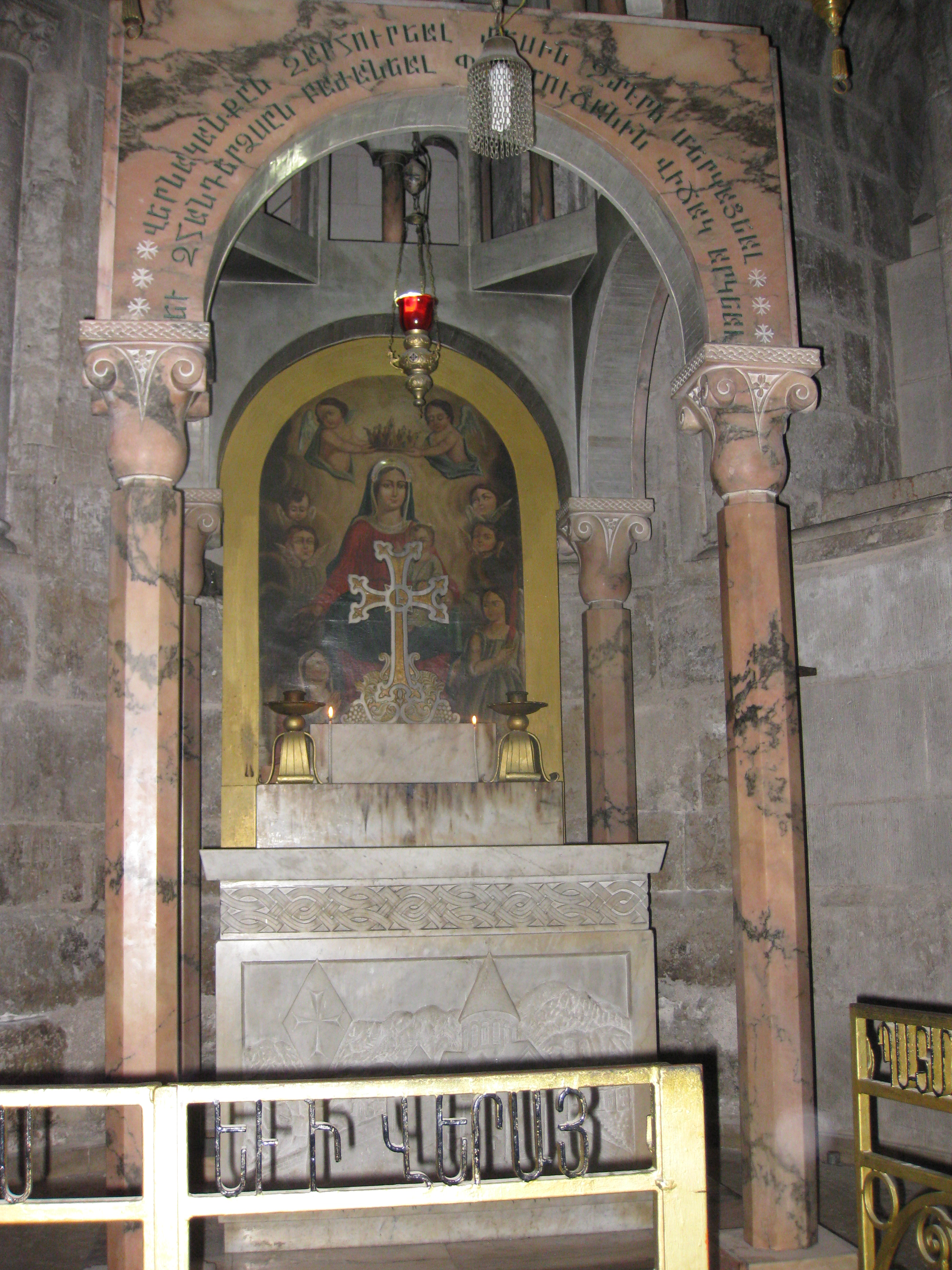
Chapelle du Partage des Vêtements de Jésus
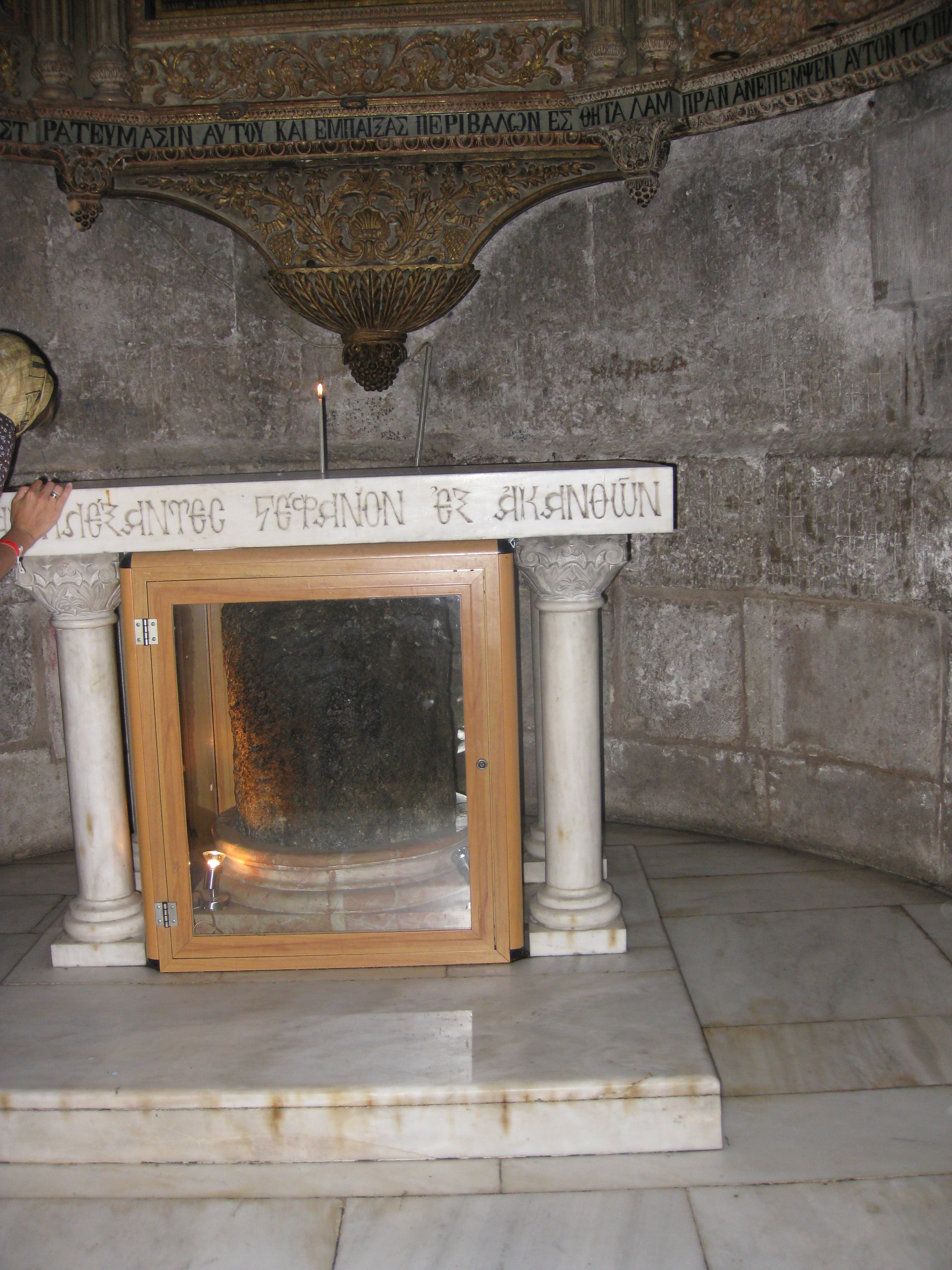
Chapelle de la Colonne des Injures
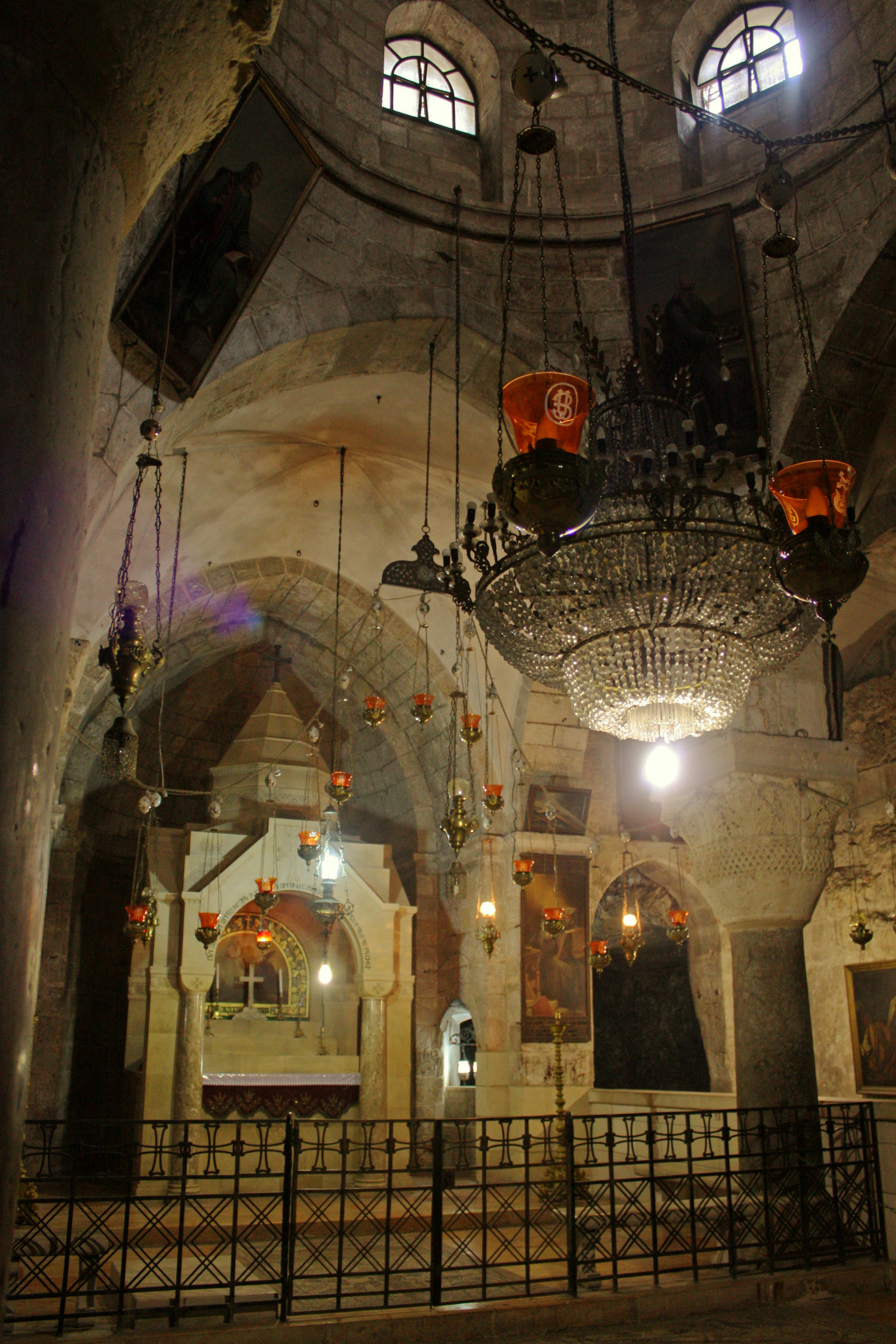
Chapelle de sainte Hélène
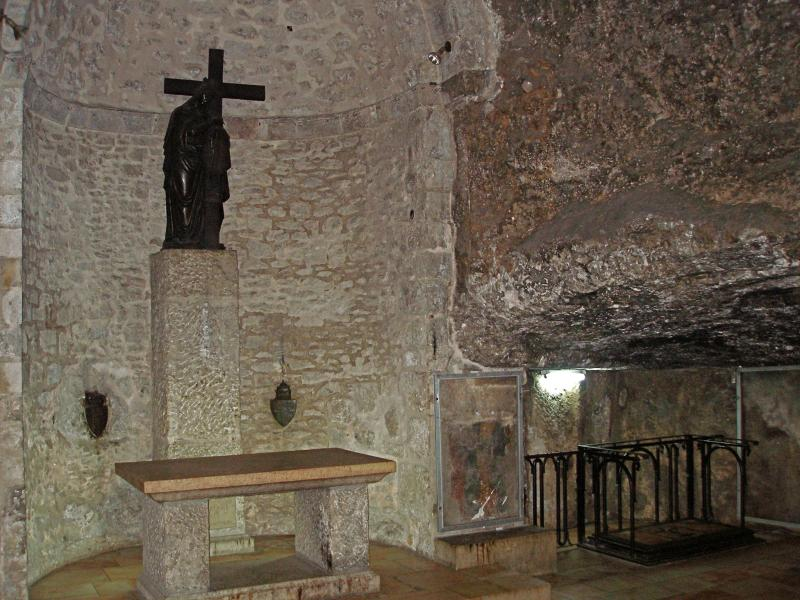
Chapelle de l'Invention de la Vraie Croix

Notons que la partie sud, se divise en plusieurs parties : les portails principaux, le dôme du Golgotha et le clocher. Les portails principaux sont rehaussés d’archivoltes sculptées de feuilles d'acanthe et de médaillons. À droite des portails, le dôme du Golgotha surmonte les deux étages du bâtiment. À gauche des portails, les six étages originels du clocher sont aujourd'hui au nombre de quatre. On y vénère le Saint-Sépulcre et le Christ.

### Monastère Deir es-Sultan sur le toit
Sur le toit de l'église se trouve le monastère Deir es-Sultan de l'Église éthiopienne orthodoxe. Au début du XVIe siècle, à la suite d'une guerre du souverain d’Harar, ville musulmane située à l'Est de l’Éthiopie qui faisait partie du sultanat d'Adal, contre le négus Gelawdéwos d'Éthiopie, celui-ci dut abandonner sa communauté. Les Éthiopiens furent alors expulsés du Saint-Sépulcre et s'installèrent dans un premier temps, dans deux petites chapelles extérieures partagées avec les Coptes, qui leur en fermèrent l'accès en 1890. Le sultan ottoman Abdülhamid II leur accorda alors le droit d’installer une grande tente sur le toit du Saint-Sépulcre pour célébrer leurs Pâques. Il s'y trouve la réplique d'un village africain en miniature,.

## Répliques
Il existe de nombreuses répliques du Saint-Sépulcre de Jérusalem, qui ont été bâties dans le monde occidental depuis le Moyen Âge. Ces copies du Saint-Sépulcre présentent souvent des degrés de similitude très différents par rapport à l'original. On en trouve des exemples en Belgique (l'église de Jérusalem à Bruges), en France (l'abbatiale Saint-Sauveur de Charroux, la basilique de Neuvy-Saint-Sépulchre, l'église du Saint-Sépulcre d'Angers, l'église Saint-Hilaire de Savonnière-en-Woevre (55) ou l'église Saint-Martin de Rigny-Saint-Martin (55)), en Allemagne (dans la cathédrale Notre-Dame de Constance ou à Görlitz) et même une aux États-Unis (à Washington).

## Nouvelle découverte
En avril 2022, des archéologues de l’Autorité israélienne des antiquités et de l'Académie autrichienne des sciences révèlent avoir découvert l'autel médiéval originel de l'église du Saint-Sépulcre, soit une dalle de pierre de 2,5 x 1,5 mètre - qui se trouvait au sommet de l'église à l'époque des croisades - sur laquelle figurent des graffitis des pèlerins et des traces d'incrustation initiale de morceaux de marbre précieux et de verre, relevant du courant cosmatesque et typiques de l'art classique, byzantin et islamique ancien.